# Westlandsche Stoomtramweg Maatschappij

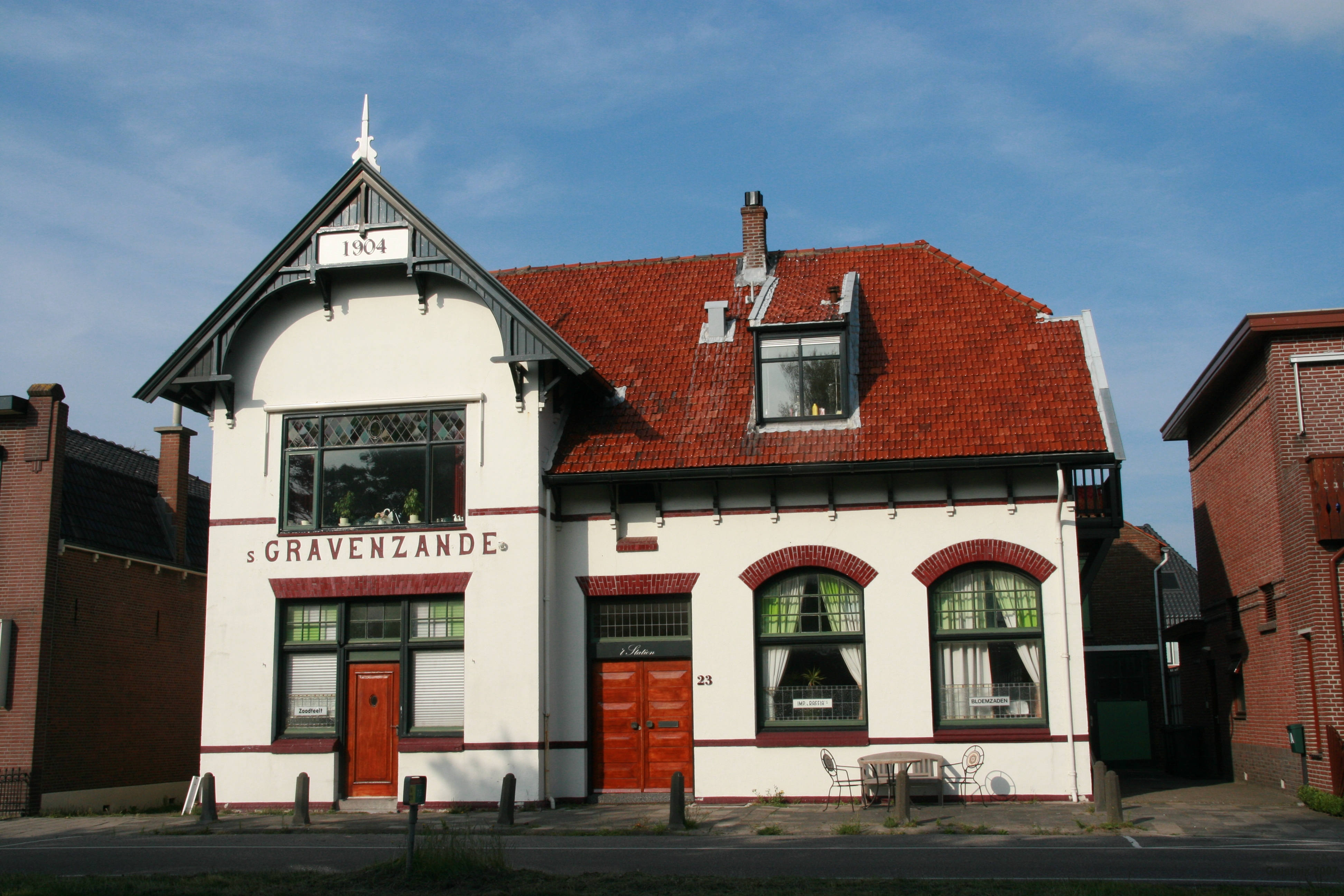
Voormalig WSM-station van 's-Gravenzande uit 1904.

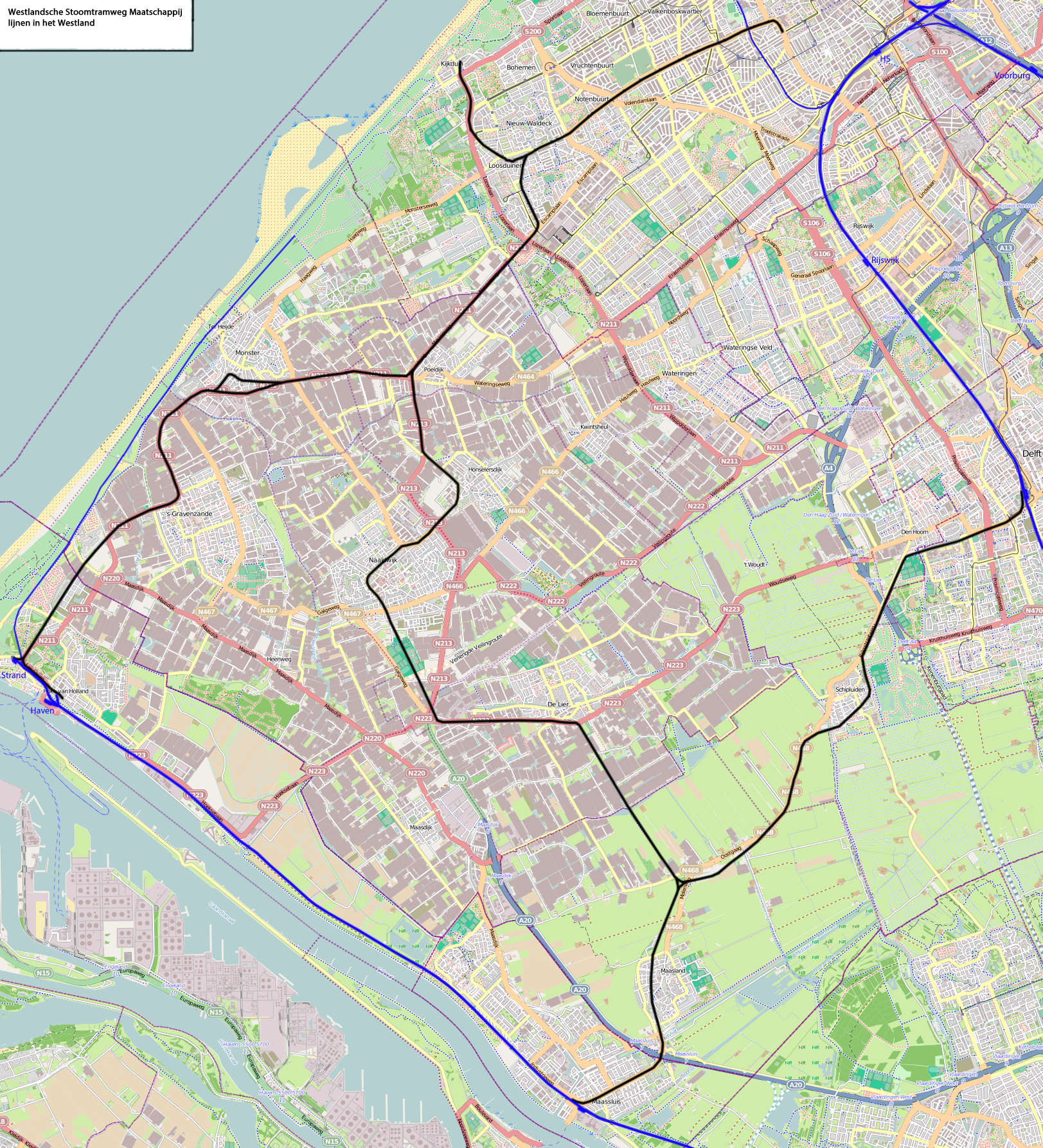
Tramlijnen van de WSM in zwart.

De N.V. Westlandsche Stoomtramweg Maatschappij (W.S.M.) is een voormalige tramwegmaatschappij die personen en goederen door het Westland vervoerde. Het bedrijf werd opgericht op 30 juli 1881 te Amsterdam en was vanaf 14 december 1891 gevestigd te Loosduinen (sedert 1 juli 1923 gemeente Den Haag), met als directeur ir. Henri Gustave Verspijck
Tot 1885 werden de lijnen van de WSM geëxploiteerd door de Hollandsche IJzeren Spoorweg-Maatschappij en daarna door de WSM zelf. Vanaf 1923 exploiteerde de WSM ook autobusdiensten. Ze groeide uit tot de enige streekvervoerder in het Westland. Sinds 1941 was de WSM een volledige dochteronderneming van de Nederlandse Spoorwegen. Door concurrentie met de bus nam het personenvervoer per tram snel af. De nadruk bij de raillijnen kwam te liggen op vervoer van goederen, vooral tuinbouwproducten en kolen voor de verwarming van de kassen. Vanaf halverwege de jaren vijftig daalde het aantal vervoerde goederenwagens door de komst van de vrachtauto. De tramlijnen werden tussen 1963 en 1970 gefaseerd opgeheven. Het busbedrijf bleef bestaan en was actief in zowel het openbaar vervoer als het touringcarvervoer. Op 1 oktober 1965 werd de bedrijfsnaam veranderd in NV Westlandse Streekvervoer Maatschappij met behoud van de initialen WSM. Het bedrijf ging door fusie met de N.V. Autobusonderneming Citosa te Boskoop per 1 januari 1969 op in de NV Verenigd Streekvervoer Westnederland, die bestaan heeft tot 1994.

## Geschiedenis

### 1878-1881: Idee en oprichting
Het idee voor een lokale spoorlijn in het Westland kwam in 1878 nadat commissionair G.C. van der Meulen in het blad 'Eigen Haard' een artikel las van G.A.A. Middelberg, ingenieur-werktuigbouwkundige van de Hollandsche IJzeren Spoorweg-Maatschappij, kortweg HIJSM. Middelberg had een lokale smalspoorlijn bezocht in Duitsland tussen Hennef en Waldbroel waar goederen en passagiers vervoerd werden. Hij beschreef in het artikel de werking van het vervoer en hoeveel voordeel deze spoorlijn de gemeenschap bracht. Middelberg verwachtte dat ook in Nederland genoeg plaatsen baat zouden hebben bij een dergelijke lokale spoorlijn. Na het lezen van het artikel had de Amsterdamse commissionair Van der Meulen de ambitie om achttien regionale tramlijnen in heel Nederland te ontwikkelen. Bovenaan zijn lijst stond de lijn van 's-Gravenzande via Monster, Poeldijk en Wateringen naar Rijswijk waar het aansluiting zou vinden op de spoorlijn Den Haag-Rotterdam, de Oude Lijn van de HIJSM. Van der Meulen en een voorlopige commissie bepaalden het tracé van Rijswijk via Poeldijk naar 's-Gravenzande en een jaar later volgde een tweede aanvraag voor de route Den Haag, Loosduinen en Naaldwijk. De vergunningen werden aangevraagd en verkregen van de diverse gemeenten. Het deel naar Wateringen en Rijswijk ging niet door vanwege moeilijkheden in het terrein. Nadat de voorlopige vergunningen verkregen waren moest Van der Meulen onderhandelen met alle wegbeheerders over de eisen die zij stellen aan een stoomtram. De tramlijn zou dikwijls door de straat lopen en mocht niet voor gevaarlijke situaties leiden. Met Den Haag werd nog gesteggeld over het eindpunt maar uiteindelijk werd die bepaald op de Lijnbaan. Ondertussen werd de onderneming, de Algemeene Stoom-Tramweg Maatschappij op 10 augustus 1880 opgericht met een maatschappelijk kapitaal van 400.000 gulden. Van der Meulen werd directeur en de eerder genoemde Middelberg werd een van de commissarissen. Door onenigheid in de jonge onderneming stapte Middelberg al in september 1880 op en in december raakte Van der Meulen in onmin met de overige commissarissen. In januari 1881 werd met de aandeelhouders besloten de onderneming te ontbinden. Datzelfde jaar in juli richt Van der Meulen de N.V. Westlandsche Stoomtramweg-Maatschappij op, die zich anders dan bij de voorganger, zich enkel richtte op de aanleg van stoomtramwegen in het Westland, en de exploitatie daarvan uitgevoerd door zichzelf of door een andere partij. In plaats van smalspoor werd besloten de lijn in het duurdere en door de spoorwegen gebuikte normaalspoor aan te leggen zodat het doorgeven van wagens aan en van de HIJSM gemakkelijker zou zijn. De HIJSM werd tevens bereid gevonden de exploitatie op zich te nemen.

### 1882-1885: Aanleg eerste traject

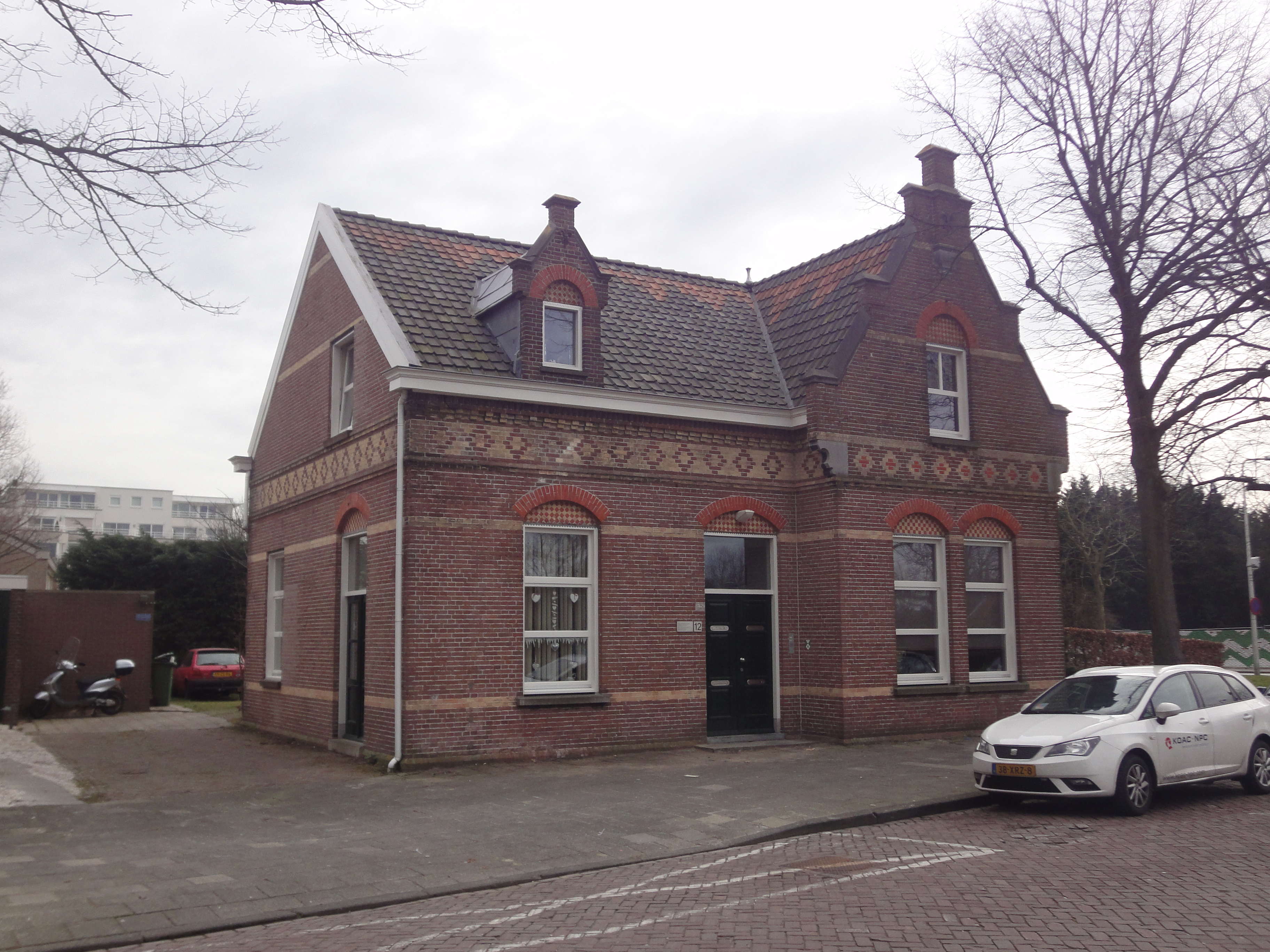
Het eerste tramstation van Naaldwijk uit 1895 aan de Dijkweg. Deze werd in 1907 vervangen bij de verlenging van het spoor.

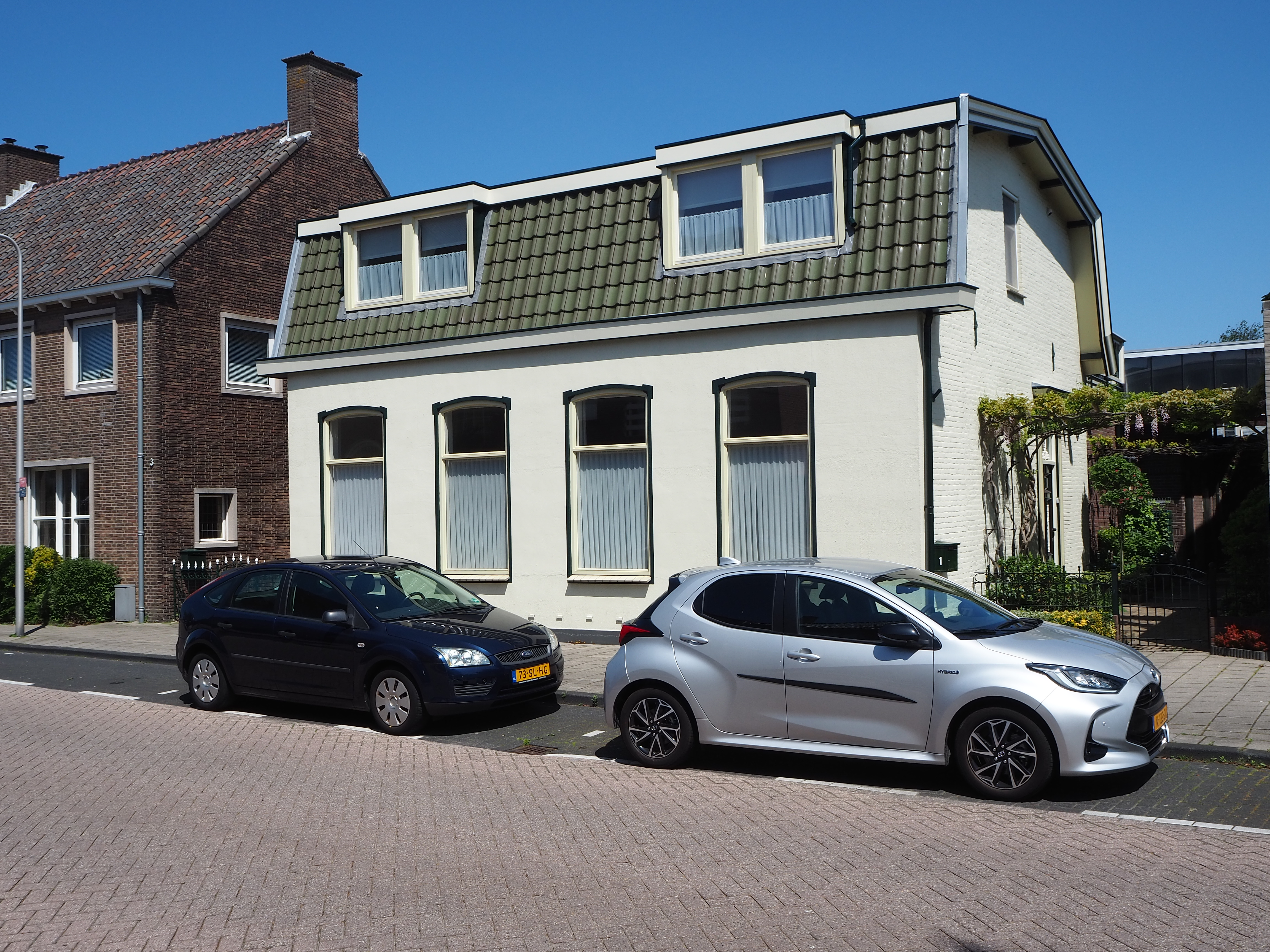
Het eerste station van 's-Gravenzande.

De aanbesteding voor het deel van Den Haag Lijnbaan tot aan Loosduinen werd in 1882 gegund voor een bedrag van 8327,55 gulden. Het traject werd aangelegd in demerbespoor, maar omdat dit licht en weinig belasting kon verdragen, werd later het verdere traject in vignolarails uitgevoerd. De lijn liep vanaf de Lijnbaan in Den Haag, over de Loosduinse weg naar Loosduinen waar bij de Witbrug de Loosduinsevaart werd overgestoken en de lijn verder liep tot aan de Emmastraat. Daar in de buurt kwam een kleine locomotief- en rijtuigloods met ruimte voor twee locomotieven en zes rijtuigen. Tijdens de eerste proefritten gebeurden enkele ongelukken. Zo schrokken paarden van de postdienst en van een particulier zodanig dat ze van de weg raakten en tegen een boom reden. Op zaterdag 24 juni 1882 ging de dienst formeel van start. Op maandag toen het publiek voor het eerst gebruik mocht maken van de tramdienst was de belangstelling enorm en veel bewoners hadden langs het traject de vlag uitgehangen. Het traject Den Haag – Loosduinen kostte 20 cent voor eerste klas en 15 cent voor tweede klas.
In 1883 werd het traject verlengd van Loosduinen via de Zeestraat en de Willem III straat, via Poeldijk naar Naaldwijk waar het eindpunt op de Dijkweg was. Voor de aanleg moesten talrijke overeenkomsten met landeigenaren gesloten worden over de aankoop van stukjes land en soms moesten stukken grond onteigend worden wanneer de eigenaar niet wilde meewerken of tegen een exorbitante prijs. Op de route kwamen vijf ijzeren bruggen op houten landhoofden en in Naaldwijk kwam een kleine remise. Op 25 april 1883 volgde de eerste proefrit en een week later op 1 mei werd de route Loosduinen-Naaldwijk officieel in gebruik genomen. In augustus 1883 ging het traject van Poeldijk via Monster naar 's-Gravenzande open. Het vervoer bestond toen nog voornamelijk uit personen aangezien het net nog niet was aangesloten op het net van de spoorwegen. Zo'n tweeëndertig personen waren in die tijd werkzaam op het tramnet van de WSM, zoals onder andere machinisten, stokers, conducteurs, smeden, wegwerkers en ploegbazen. Deze waren allen in dienst van de HIJSM omdat zij de exploitatie op zich hadden genomen. De WSM had slechts een aantal personen in dienst zoals een secretaris, bestuur en misschien een administratieve kracht. De lijn in Den Haag eindigde op de Lijnbaan. Aangezien de Lijnbaan aan de rand van de stad lag wilde de WSM de lijn het liefst doortrekken tot aan de Varkensmarkt. Omwonenden langs het traject dienden bezwaar in vanwege de verwachte overlast en ook vanuit de gemeenteraad was er oppositie vanwege het verwachte ruimtegebrek op het traject. Een beslissing van de gemeenteraad bleef uit en daarom kwam de verlenging er niet.
Sinds de start in 1882 had de HIJSM de exploitatie van de tramlijn op zich genomen. Echter, in 1884 kwamen de eerste irritaties tussen de eigenaar van het spoor de WSM en de HIJSM. De HIJSM voerde de exploitatie voor meerdere trambedrijven met hetzelfde materieel uit waardoor zij konden makkelijk konden wisselen. De WSM wenste juist dat de HIJSM met vaste locomotieven en rijtuigen op het net zou rijden. Tevens wilde zij dat de rijtuigen het opschrift Westlandsche Stoomtram zouden krijgen wat niet mogelijk was met roulerende wagens. Ook over de financiën raakten de twee partijen in onmin. Volgens de overeenkomst kreeg de HIJSM alle inkomsten en mocht dit verrekenen met de exploitatiekosten. De winst werd verdeeld tussen de WSM en HIJSM. Om die reden wilde de WSM de opgegeven resultaten controleren. In de ogen van administrateur van de HIJSM was dit een uiting van wantrouwen. De WSM deed zijn beklag bij de Raad van Administratie, het hoogste orgaan van de HIJSM maar tot een oplossing voor de slechte verstandhouding kwam het niet. Besloten werd om de exploitatie per 1 juni 1885 over te nemen van de HIJSM. Hiermee kreeg de Westlandsche Stoomtramweg-Maatschappij de volledige zeggenschap. De WSM moest nu zelf personeel aannemen en materieel aankopen om de exploitatie op zich te kunnen nemen. Tijdelijk werd materieel gehuurd van de HIJSM om de dienstregeling niet te onderbreken omdat niet alle bestelde wagens op tijd geleverd konden worden.

### 1886-1897: Groei van de WSM
Een belangrijke gebeurtenis voor de WSM was de opening op 10 juni 1886 van de spoorlijn Hollands Spoor – Scheveningen door de HIJSM. Dit was belangrijk omdat deze lijn met de lijn van de WSM kruiste bij de Loosduinse weg. Een directe aansluiting tussen beide lijnen kwam weliswaar nog niet, wel legde een kolenhandelaar daar een raccordement aan vanaf de WSM-lijn wat het overslaan van kolen en cokes vergemakkelijkte. Het zorgde voor een groei in het goederenvervoer.
De gemeente Loosduinen wilde Kijkduin, dat onder de gemeente Loosduinen viel, als badplaats ontwikkelen met Scheveningen als voorbeeld. Er werd een badhuis ontwikkeld en Kijkduin moest via een tram te bereiken zijn. De WSM kreeg de vergunning en in 1888 opende de lijn van Loosduinen naar Kijkduin, gelijktijdig met het gereedkomen van het nieuwe badhuis. De eerste jaren was het traject verliesgevend, maar de dienstregeling werd voorlopig aangehouden.
Eind jaren tachtig van de negentiende eeuw verkeerde de WSM in slechte staat. Materieel, rails en inrichtingen waren verouderd en slecht onderhouden. Dat de bestuurders uit aandeelhouders bestonden zorgde tevens niet voor de juiste prioritering bij de besteding van gelden. Op 15 mei 1891 stapten de bestuursleden inclusief secretaris C.G. van der Meulen uit het bestuur en werd jhr. ir. Verspyck de nieuwe directeur. Onder zijn leiding werd geld vrijgemaakt voor de hoognodige vervanging van het demerbespoor door vingolarails, werd de remise bij Loosduinen uitgebreid en kwam er een werkplaats voor het uitvoeren van reparaties en schilderwerk. De situatie verbeterde en gedacht werd aan uitbreiden van het net.
In 1894 maakte de WSM haar wens bekend om de lijn vanuit Naaldwijk door te trekken via De Lier en de Maaslandse dam naar Maasland en Maassluis. Bij de Maaslandse dam zou een aftakking komen naar Schipluiden en Delft. Vanuit 's-Gravenzande moest de lijn doorgetrokken worden naar Hoek van Holland. In Delft, Maassluis en Hoek van Holland kon het net aansluiting vinden op de spoorlijnen. Tevens was in Hoek van Holland een verbinding met Engeland via de ferry van de Great Eastern Railway. De kosten werden geraamd op 1.3 miljoen gulden. De gemeenten De Lier, Naaldwijk, Maasland, 's-Gravenzande en Delft waren bereid gevonden om 50.000 gulden subsidie te verlenen, de provincie Zuid-Holland legde 288.000 gulden neer en de Rijksoverheid 339.000. Het restant van 639.000 gulden werd opgehaald via de uitgifte van obligaties.
Voor het Westland was de komst van de stoomtram belangrijk voor de ontwikkeling. Gelijktijdig met de komst van de stoomtram zette de tuinbouw in deze streek een groei in. Werden voorheen groente en fruit in de koude grond geteeld, door de stijgende vraag naar vroege producten werd er steeds meer geteeld onder glas in kassen. Personenvervoer bleef de voornaamste inkomstenbron voor de WSM maar de goederenvervoer zette licht door.
Een belangrijke klant waarmee de WSM in 1897 een overeenkomst sloot waren de Posterijen. De Posterijen werkten sinds de jaren tachtig van de negentiende eeuw samen met verschillende trambedrijven en in 1897 kwam daar de WSM bij. Driemaal per dag in beide richtingen werd de postbezorging verzorgd. Voor het postvervoer werden twee goederenwagens vrijgemaakt. Beide kregen sorteervakken waar de postbeambte al rijdend de post kon sorteren.

### 1898-1913: Tramnetwerk is voltooid

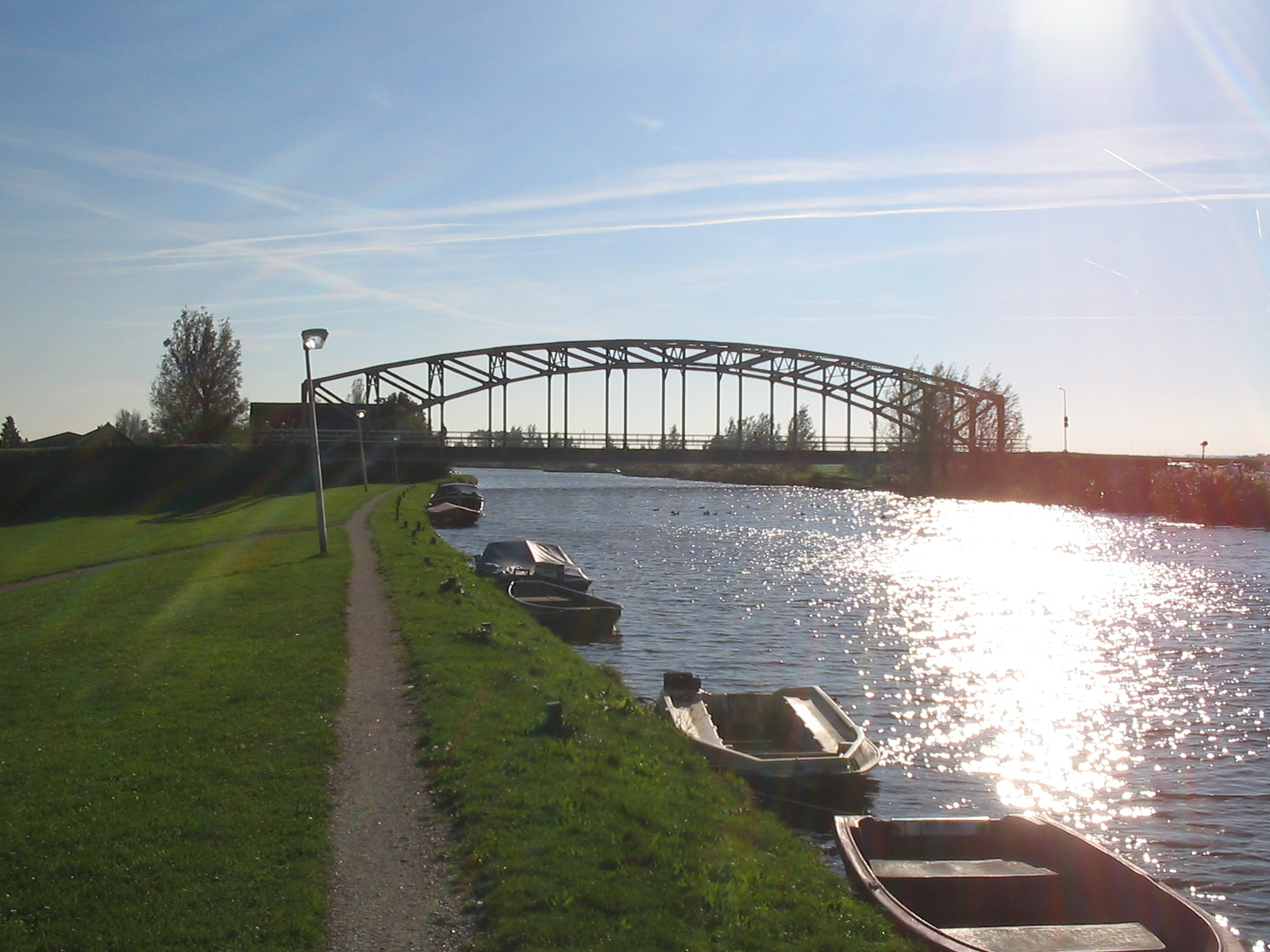
Oude trambrug uit 1912 over de Vlaardingervaart bij Schipluiden.

Nadat de financiën geregeld waren en het tracé was goedgekeurd door het ministerie van Waterstaat, Handel en Nijverheid, konden de percelen aangekocht worden. Dat ging niet in alle gevallen soepel. Soms moest land onteigend worden wat een langdurig proces was. Daarnaast leidde het op het traject van 's-Gravenzande naar Hoek van Holland tot een moeilijke onderhandeling met het ministerie van Defensie over het tracé nabij het Fort aan den Hoek van Holland. Afgesproken werd dat het talud op een zodanige hoogte zou komen dat het het schootsveld niet belemmerde. In 's-Gravenzande verviel het oude stationsgebouw en verrees in 1903 en nieuw sierlijk gebouw. Op 9 januari 1905 begon de aanleg van het traject. Daarnaast werd een nieuwe goederenloods, stationsgebouw in Hoek van Holland, kolenopslagplaatsen en een emplacement gebouwd. Op 14 juli 1905 was de feestelijke opening van de lijn. Al snel na de opening bleek het traject een succes en groeiden de inkomsten uit goederenvervoer. Verder dan Monster konden de goederenwagens echter niet rijden door de te krappe bogen en een te krappe straat over het traject door dit dorp. Financieel was het nog niet mogelijk om dit knelpunt op te lossen.
Het traject van Naaldwijk, via Westerlee en De Lier tot de Maaslandse Dam was een moeilijker onderdeel. Ten eerste was de wens van de gemeente Naaldwijk dat de lijn meer westelijk zou komen te liggen. Ten tweede waren er vele grondeigenaren die niet bereid waren de grond te verkopen of alleen tegen exorbitante prijzen. Dit was kostbaar en nam veel tijd in beslag. In 1905 begon de bouw van de bruggen op het traject tot aan Maassluis. In april 1906 werd aangevangen met het werk aan trambaan zelf. Tijdens de bouw werd duidelijk dat de begroting zwaar overschreden zou worden. In Naaldwijk kwam een nieuw station en bij Westerlee kwam een abri en een wisselplaats. Het in De Lier geplande station kwam niet door een geschil met het polderbestuur van de Hoefpolder. In plaats van een station moest De Lier het doen met een abri. Op 1 februari 1907 is het werk tot aan de Maaslandse Dam voltooid en eindigde de lijn min of meer in niemandsland. Het vervoer over het nieuwe traject viel tegen en geld voor verlenging naar Delft en Maassluis was er niet meer. Nieuwe obligaties werden uitgegeven maar dit geld werd gebruikt voor onderhoud aan het oude net dat meer te verduren kreeg door het gebruik van zwaarder materieel. Spoor werd verzwaard, bochten ruimer gemaakt en houten brugfunderingen vervangen door stenen varianten. Ook kwam in Monster in 1907 een nieuw station en emplacement. Het oplossen van de krappe flessenhals was nog niet haalbaar.
In 1907 nam de HIJSM een belang in de WSM en stak geld in de onderneming. Toen ook het Rijk en de provincie in 1909 samen nog 770.000 gulden bijlegden kon de aanleg van de lijn naar Delft en Maassluis beginnen en kon verdere baanverzwaring en -verbetering aan het oud net worden uitgevoerd. Het traject in Honselersdijk werd verlegd om het dorp, Poeldijk en Honselersdijk kregen een stationsgebouw, het traject Loosduinen-Den Haag werd verbeterd en in 1912 werd het spoor in de flessenhals van Monster verbeterd. Bij de aanleg van de lijn naar Delft en Maassluis traden door de slappe veengrond regelmatig verzakkingen op. Het traject Maaslandse Dam-Maassluis kwam gereed op 15 juli 1912. In Maasland verrees een stationsgebouw en in Maassluis, waar de lijn aansluiting kreeg met de HIJSM, verrees een stationsgebouw en bijgebouwen.
Op de lijn naar Delft moest de Vlaardingervaart overbrugt worden. Werkspoor kreeg de opdracht voor de bouw van een zestig meter lange boogbrug dat het meest imposante kunstwerk van de WSM werd. In Schipluiden kwam een stationsgebouw gelijk aan dat van Maasland. De opening van de lijn Maaslandse Dam via Schipluiden en Den Hoorn, naar Delft met het eindpunt op de Spoorsingel, vond feestelijk plaats op 1 oktober 1912.
Ondanks de hoge schulden verging het de WSM in 1912 en 1913 goed, want zowel in het personengroei als in het goederenvervoer werd een groei gezien. Het personenvervoer steeg van 1.13 naar 1.26 miljoen reizigers en qua goederen werden in 1912 23.900 ton tegen 26.000 ton in 1913 vervoerd.

### 1914-1918: Eerste Wereldoorlog

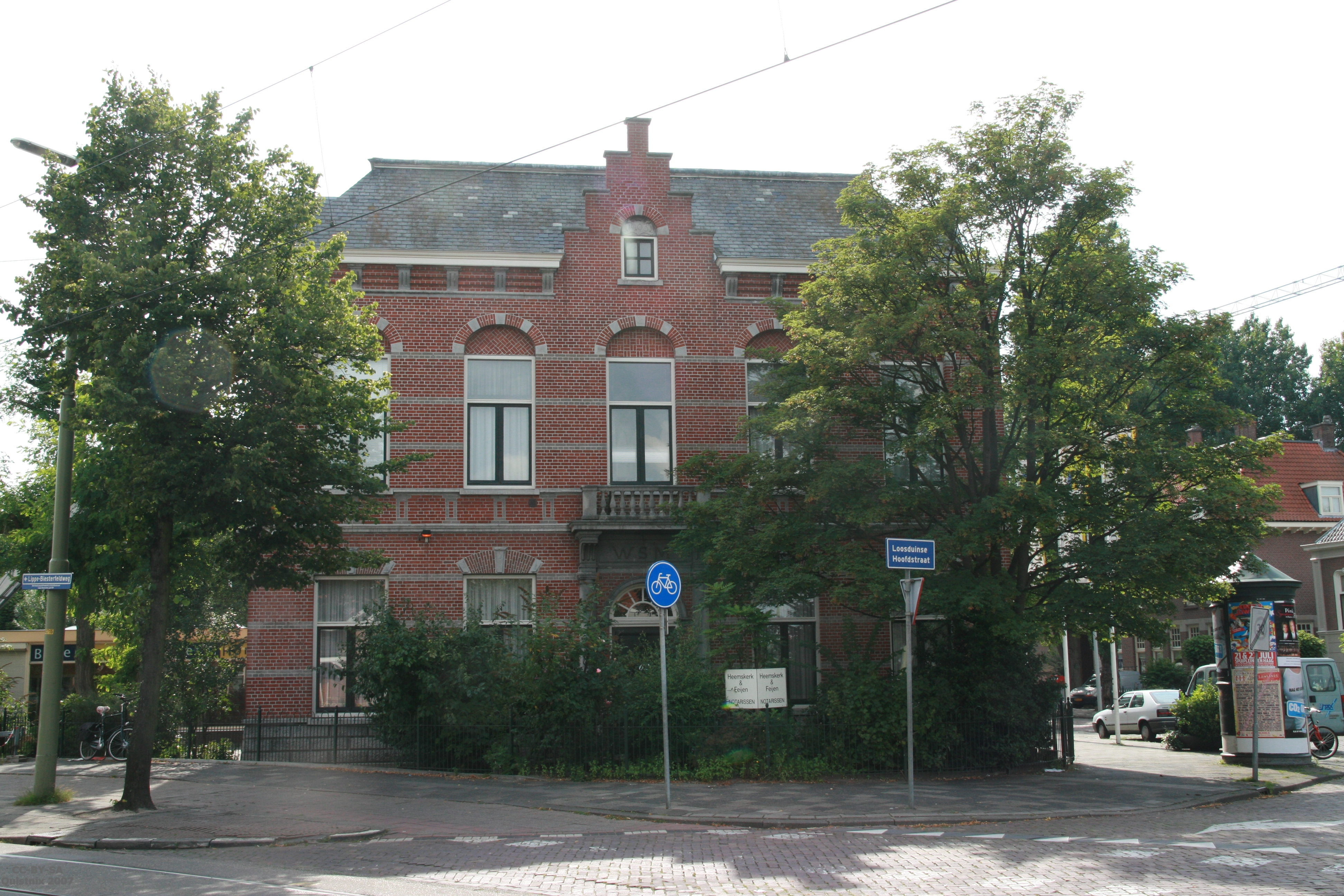
Voormalig hoofdkantoor van de WSM in Loosduinen uit 1904.

De Eerste Wereldoorlog brak in 1914 uit en het neutrale Nederland mobiliseerde. Op 1 augustus moesten alle dienstplichtigen zich melden. Werknemers van de WSM zaten hier ook tussen, zoveel dat de treindienst ingekrompen moest worden. In het hele land stroomden de stations vol met opgeroepenen die naar hun garnizoenen moesten. In het Westland vertrok een groot aantal personen en tevens kwamen soldaten naar het Westland die bijvoorbeeld gelegerd waren in het pantserfort in Hoek van Holland. Het vervoer naar Engeland en Duitsland werd door de oorlogshandelingen direct gestaakt. De opbrengsten op de veilingen daalden flink door de wegvallende export. Lang duurde die daling niet. Na twee weken was het weer mogelijk te exporteren en de buitenlandse vraag naar tuinbouwproducten groeide gestaag gedurende de oorlog. Nederland was die tijd nog grotendeels afhankelijk van het buitenland voor de aanvoer van steenkool. Echter door de oorlog werd import daarvan steeds moeilijker. Brandstof ging op rantsoen en werd centraal toegewezen door de Rijkskolendistributie. In 1915 was de situatie zorgelijk maar voor de WSM veranderde vooralsnog weinig. In 1916 en 1917 moest door de schaarste de dienstregeling echter drastisch ingeperkt worden en het jaar erop nogmaals. Tegelijkertijd verdrievoudigde de prijs van de brandstof. Het levensonderhoud werd duurder voor de werknemers dus werden salarissen verhoogd. De export van tuinbouwproducten floreerde tijdens de oorlog wat goed was voor de WSM. Werd in 1914 nog 29.939 ton vervoerd, in 1915 werd dat 36.747 ton en in 1916 groeide dat naar 55.036 ton en in 1917 zelfs tot 95.773 ton. Omdat zoveel voedsel werd geëxporteerd, werden door de Nederlandse regering restricties opgelegd om de voedselvoorziening in Nederland te beschermen. Ook het aantal reizigers was niet slecht tussen 1914 en 1918. Deels was dat toe te schrijven aan de mobilisatie en deels aan de toename van arbeiders die een rit maakten. Door een verhoging van treinkaartjes namen de inkomsten uit reizigers flink toe, maar daar tegenover stonden ook veel hogere kosten, zodat de winst beperkt bleef.
Begin 1916 kreeg West-Nederland te maken met een zware stormen en enorme regenval waardoor verschillende dijken doorbraken. In Maassluis brak een dijk door en werd een groot gat geslagen in de spoordijk van de WSM waardoor het spoor in de lucht kwam te hangen. Op 25 januari was de dijk hersteld en werd de tramdienst hervat.
Op 16 februari 1917 overleed de directeur jhr. ir. Verspyck wat een groot verlies was voor de onderneming. Zijn opvolger werd jhr. ir. J. Röell.

### 1919-1938: Passagierstram maakt plaats voor de bus en crisis

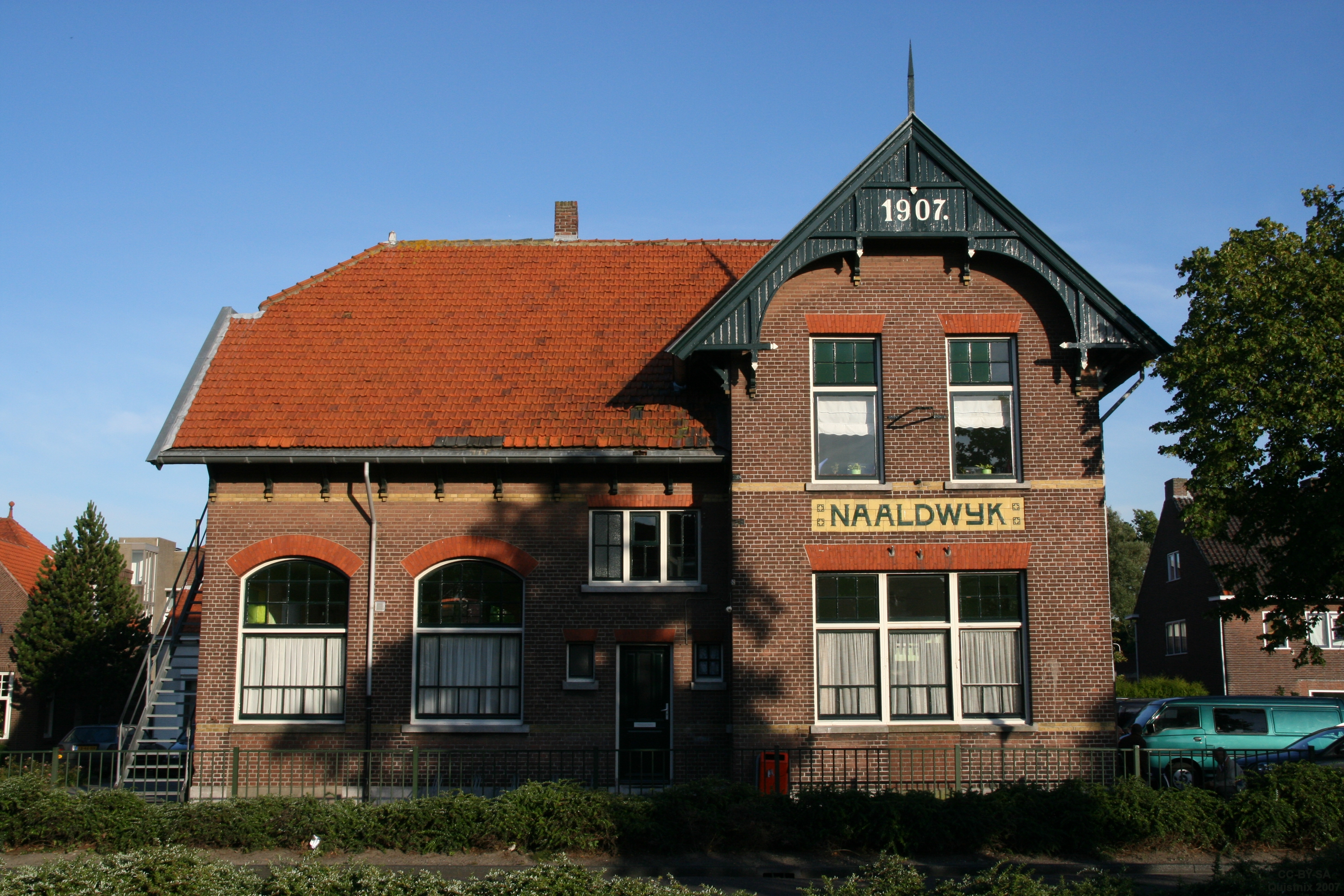
Voormalig WSM-station van Naaldwijk uit 1907.

Na de vrede bleef het brandstoftekort een probleem. Het uitgeputte Duitsland moest tonnen steenkool en duizenden goederenwagons als herstelbetaling aan de geallieerden leveren en het raakte een derde van de kolenmijnen kwijt. Levering aan Nederland was onmogelijk. Pas in 1921 werden de leveringen weer normaal maar de prijs van steenkool bleef hoog. Om de vervoerbedrijven te steunen werd door de Rijksoverheid een kolensubsidie gegeven. Deze werd van 1931 tot 1935 tot nul afgebouwd. Naast de aanvoer van steenkool was eveneens de export een probleem. Was Duitsland tijdens de oorlog een belangrijke afzetmarkt, na de oorlog was het land sterk verarmd en daalde de export van Westlandse tuinbouwproducten met een derde in 1919. De inkomsten van de WSM daalden hiermee met 25.000 gulden. Het vooruitzicht stemde ook niet erg optimistisch. In 1921 vierde de WSM haar 40-jarig jubileum maar dit werd sober gevierd met een eenvoudige herdenking. De export naar Duitsland verbeterde niet en naar Engeland bleef het eveneens mager. Daarnaast ondervond de WSM steeds meer concurrentie van de autobus voor het reizigersvervoer en de vrachtwagen voor het goederenvervoer. De reiziger leek steeds meer voorkeur te geven aan de bus. Als reactie kocht de WSM in 1923 zelf autobussen om de concurrentie aan te gaan met andere busondernemers in de regio en het aantal passagierstrams werd teruggebracht. Een pluspunt in die periode was het zandtransport dat de WSM mocht uitvoeren ten behoeve van de stadsuitbreidingen van Den Haag en Loosduinen. In 1925 werd het buspark nog eens uitgebreid en de tramdienst voor passagiers sterk beperkt.
Tussen 1909 en 1931 kregen de Westlandse groente- en fruitveilingen in Naaldwijk (1909) Westerlee (1919), Loosduinen (1920), Den Hoorn (1921), Poeldijk (1925), tweede veiling van Loosduinen (1925), Honselersdijk (1927) en Monster (1931) een eigen aansluiting op het tramnetwerk. De veiling van 's-Gravenzande zou pas in 1952 een eigen aansluiting krijgen. De tuinbouw in het Westland ontwikkelde zich snel en om de concurrentiepositie te versterken was het van belang om het transport zo snel mogelijk te laten verlopen. Moest voorheen overgeladen worden op de stations van de stoomtram, met een eigen aansluiting werd dat voorkomen, wat zorgde voor tijdwinst en kostenbesparingen. Het verminderde tevens de kans op schade aan de producten.

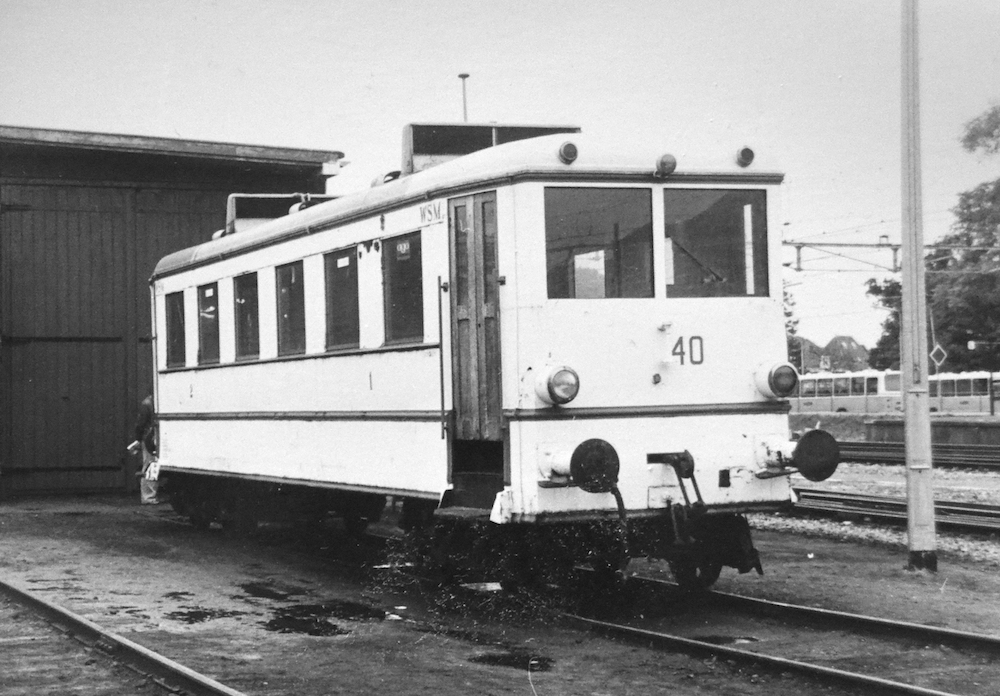
De DWK-motorwagen waarmee de WSM in de jaren twintig experimenteerde is behouden gebleven.

De nieuwe aansluitingen met de veilingen en het economische herstel zorgden vanaf 1924 weer voor een toename in het aantal vervoerde goederenwagens. Het goederenvervoer naar Hoek van Holland liep echter terug door concurrentie met de vrachtwagen en omdat de Harwichboot concurrentie kreeg van schepen in Rotterdam. De komende jaren zou binnenlands goederenvervoer steeds vaker uitgevoerd worden door de vrachtwagen. De WSM moest het steeds meer hebben van transport van en naar Duitsland. In 1926 was het groeiende busbedrijf nog verliesgevend, alleen het baanvak Loosduinen – Den Haag was winstgevend. Op dat traject experimenteerde de WSM met een trammotorwagen van DWK, maar de voorkeur ging toch uit naar de autobus. Vanwege toenemende concurrentie met een HTM-busdienst werd in 1928 de tram van Loosduinen naar Kijkduin opgeheven. Per 2 oktober 1932 werd het gehele reizigersvervoer per tram gestaakt en het spoor in Den Haag werd opgebroken. Het postvervoer werd ook op die datum gestaakt zodat de PTT het vervoer in eigen hand en per auto kon uitvoeren. Een belangrijke verbetering aan het tramnet kwam in 1927 toen de flessenhals in de kom van Monster werd opgeheven met de aanleg van een tramspoor om het dorp. Hierdoor konden wagens uit 's-Gravenzande en Monster niet alleen naar Hoek van Holland maar ook naar Maassluis en Delft.
In 1929 brak de economische crisis uit die in 1930 Nederland bereikte. De handel met het buitenland werd zwaar geraakt wat leidde tot faillissementen en hoge werkloosheid. Het goederenvervoer liep sterk terug. In het binnenlandse vervoer was de populariteit van de vrachtauto de oorzaak en in het vervoer naar Duitsland zorgde de hoge invoerrechten en betalingsmoeilijkheden voor een daling. Er volgden loonsverlagingen, reorganisaties en afschrijvingen op schulden om het verlies niet te hoog op te laten lopen. Ondanks de crisis was er ruimte voor verbeteringen aan de infrastructuur. In 1937 werd de krappe situatie bij Poeldijk verbeterd wat ook ten goede kwam aan de verkeersveiligheid. In 1938 werd het baanvak van Huis ter Lugt, bij Maasland naar Maassluis verkocht aan Rijkswaterstaat die daar een weg wilde aanleggen. Dit gedeelte werd weinig gebruikt dus was de verkoop voor de WSM geen probleem.
Deze jaren kon het busbedrijf groeien door overnames van andere busbedrijven zoals Citosa uit Boskoop in 1937 en het Wateringse VIOS. De naam Citosa bleef en het bedrijf groeide uit tot een erkend streekvervoerbedrijf door het samenvoegen met andere opgekochte busbedrijven.

### 1939-1945: Tweede Wereldoorlog
Opnieuw dreigde oorlog in Europa in 1939 en opnieuw mobiliseerde Nederland. Het grote aantal gemobiliseerde militairen leverde dat jaar een flinke bijdrage aan de groei in het personenvervoer per bus. Daarnaast groeide ook het aantal beladen goederenwagens vergeleken met 1938. In de nacht van 9 op 10 mei werd Nederland aangevallen door Duitsland en op 14 mei volgde de capitulatie. Het gehele WSM-buspark werd gedurende die dagen gevorderd door de Nederlandse autoriteiten. Na de capitulatie werd de dienst langzaam weer opgestart maar op beperkte schaal. Van de schaarse brandstof werd steeds minder aan de WSM toegewezen. In juli 1940 kwam met het Vierde Uitvoeringsbesluit een eind aan concurrerende vervoerbedrijven om brandstof te besparen. Een andere maatregel van de Duitsers was de verplichting om koplampen van locomotieven en bussen te verduisteren. Alleen een smalle streep licht was toegestaan. Binnenin de bussen moest het licht ook uit. In Loosduinen werd het grootste deel van de busstalling gevorderd door de Duitsers. Transporten naar Duitsland kregen verder meerdere malen te maken met sabotage die in 1941 driemaal tot ontsporingen leidde. Gedurende de oorlog stegen prijzen van noodzakelijke levensmiddelen. Om het WSM-personeel te ondersteunen werden toeslagen op het loon gegeven.
Het goederenvervoer naar Duitsland groeide weer flink; in 1941 met 31% ten opzichte van het voorgaande jaar. De Duitsers hadden bepaald dat minimaal 50% van de tuinbouwproducten, later werd dit zelfs 80%, tegen vaste prijzen naar Duitsland moesten. Het restant was bestemd voor de binnenlandse markt. Het vervoer naar Engeland lag helemaal stil waardoor ook het baanvak 's-Gravenzande – Hoek van Holland in onbruik raakte. De groei in het vervoerde volume werd tevens veroorzaakt door de brandstofschaarste. Goederen die normaal per vrachtauto vervoerd werden, gingen nu per tram.
De Nederlandse Spoorwegen wilde in de regio een grote streekvervoeronderneming creëren. De besprekingen die in 1939 begonnen leidden in 1941 tot de overname van de WSM waardoor het een dochteronderneming van de NS werd.
Het tekort aan vloeibare brandstoffen was de reden dat de WSM besloot vanaf 1 maart 1942 de passagierstram weer te laten rijden op het traject van Loosduinen – ’s-Gravenzande / Naaldwijk. Op die stations gaf de tram aansluiting op de bussen naar of van de omgeving. Trams en rijtuigen werden gehuurd van de NS. Lang heeft de passagierstram niet gereden. Per 5 april 1943 werd de tram voor personenverkeer weer gestaakt omdat de locomotieven nodig waren voor het vervoer van goederenwagens. Goederentransport was de belangrijkste taak van de tram en de reizigersdienst zat de goederentrams ook in de weg. Het intensieve goederenvervoer legde wel een zware druk op de baan. Tussen 1942 en 1944 werden daarom diverse projecten uitgevoerd om de baan en het spoor te verbeteren.
In juni 1944 waren de geallieerden in het westen aan hun opmars begonnen en in september 1944 bereikten zij het zuiden van Nederland, wat voor paniek zorgde onder Duitse functionarissen en NSB'ers. Massaal sloegen zij op de vlucht (Dolle Dinsdag) en vrijwel alle WSM-bussen werden hierbij gevorderd. Een normale dienstregeling was niet meer mogelijk. Op 9 september 1944 werd de veiling van Den Hoorn gebombardeerd door Engelse jagers waarbij een veilinggebouw, enkele loodsen en een goederenwagen zware schade opliepen. Bij een beschieting vanuit de lucht van een locomotief bij Westerlee twee dagen later raakte enkele personen lichtgewond. Het reizigersvervoer was al gestaakt en ook goederenvervoer werd voor de WSM onmogelijk nadat NS gehoor gaf aan de oproep voor een staking. Doorgifte van goederenwagens ging hierdoor niet meer. Begin oktober werd WSM-personeel door de Duitsers verplicht om rails en liggers van de bruggen te verwijderen. Nadien werden de talloze landhoofden opgeblazen en kwam het trambedrijf stil te liggen. Op 9 februari 1945 volgde een aanval door 21 spitfires op het WSM-terrein in Loosduinen die grote schade aanrichtte aan werkplaatsen en twee locomotieven. In mei 1945 capituleerden de Duitsers en kon de wederopbouw van Nederland en die van de WSM beginnen.

### 1946-1970: Wederopbouw en einde tram
Na de bevrijding begon het herstel van de trambaan en werd het buspark langzaam weer aangevuld. Goederenvervoer kwam maar langzaam op gang door het tekort aan locomotieven en goederenwagens en was in 1946 nog volledig gericht op het binnenland. Van export naar Duitsland was tot 1947 nog geen sprake. In 1948 kwam daar verandering in en steeg het goederenvervoer met 22% ten opzichte van het voorgaande jaar. Op 21 januari 1949 overleed directeur J. Röel. Hij werd opgevolgd door H.J. Bienemann. Hetzelfde jaar steeg het vervoer met 40% en werd voor het eerst sinds de oorlog weer een kleine winst geboekt. De laatste grote veiling in het Westland, die van ’s-Gravenzande, werd in 1952 aangesloten op het tramnetwerk. Begin jaren vijftig van de twintigste eeuw bloeide de tuinbouw, wat voor optimisme zorgde bij de WSM. Het aantal aan de NS overgedragen groentewagens groeide in 1952 met 900 tot 8884 stuks. Alleen in het aantal binnenkomende wagens was een verschuiving waar te nemen. Werden in 1951 nog 14.002 wagens binnengekomen, een jaar later waren dat er 621 minder. In het groentevervoer zette de daling zich in vanaf 1954 door toenemende concurrentie van de vrachtwagen. Tot dan reden bij de WSM alleen stoomtrams, maar door ouderdom en de hoge kosten werd vanaf 1956 overgegaan op diesellocomotieven die de NS beschikbaar stelde. De locomotieven, eerst uit de War Department-serie NS 160 en later uit de serie NS 450 waren sterker en konden dus langere treinen trekken. 1956 was nog een topjaar met 18.368 beladen wagens met een gewicht van 235.417 ton. Hierna ging het bergafwaarts. Vooral het aantal binnenkomende wagens daalde. Tuinders gingen in plaats van stoken op kolen over op het verwarmen van de kassen door middel van olie, dat veelal per vrachtwagen werd geleverd. De baan was toe aan verbetering, echter door de daling in goederentransport had de WSM daar geen geld (meer) voor. Het goederenvervoer was verliesgevend voor de WSM. Er werd nagedacht over staking van de tramactiviteiten van de WSM, maar de NS als moederbedrijf wilde na een financiële analyse het goederenvervoer voortzetten aangezien het NS-concern als geheel er winst op maakte. De NS betaalde uiteindelijk de kosten voor het baanonderhoud.
1957 was nog een vrij goed jaar maar de daling werd in 1958 scherp ingezet. Directeur Bienemann ging met pensioen en werd opgevolgd door W. Kuilman. Vanwege de lagere inkomsten werden er grote veranderingen ingezet. Het stukgoedvervoer ging in 1959 naar Van Gend & Loos. Er werd tevens met de NS afgesproken dat het financieel risico voor de NS was; de WSM kreeg de werkelijke kosten vergoed. Onderhoud werd alleen nog uitgevoerd in overleg met de NS en de concessie zou na het aflopen in 1965 niet meer worden verlengd. In datzelfde jaar kreeg de WSM in Delft een nieuwe aansluiting op het NS-net. Het spoor in Delft werd verbeterd en er kwam voor het wegverkeer een tunnel onder het spoor. Hierdoor moest de WSM-lijn worden verlegd.
De concurrentie van de vrachtwagen werd sterker en dat werd zichtbaar in de verdere daling van het aantal beladen wagens. De WSM moest het steeds meer hebben van het kolenvervoer maar dat had last van het populairder worden van olie. Vanuit de regio groeide tevens het verzet tegen de tram, die steeds meer als een obstakel voor het wegverkeer werd gezien. In 1965 werd het traject van Poeldijk naar 's-Gravenzande gestaakt en het traject Loosduinen – Schipluiden werd per 1 januari 1968 gestaakt. Op 15 en 16 december, net voordat de lijn dicht ging, werden twee laatste stoomtramritten gemaakt met studenten en belangstellenden, georganiseerd door de Tramweg-Stichting met de loc’s 18 en 30. Het baanvak naar Schipluiden bleef tot 28 februari 1969 open en het laatste stuk van Delft naar Den Hoorn werd gesloten per eind januari 1970. Hiermee kwam een eind aan het 89 jaar oude trambedrijf en bleef het busbedrijf over.
Op 1 oktober 1965 werd de bedrijfsnaam veranderd in NV Westlandse Streekvervoer Maatschappij met behoud van de initialen WSM. De WSM en haar dochteronderneming Citosa werden samengevoegd en vormden per 1 januari 1969 één nieuwe NS-dochter met de naam: N.V. Verenigd Streekvervoer West-Nederland.

### Busdiensten

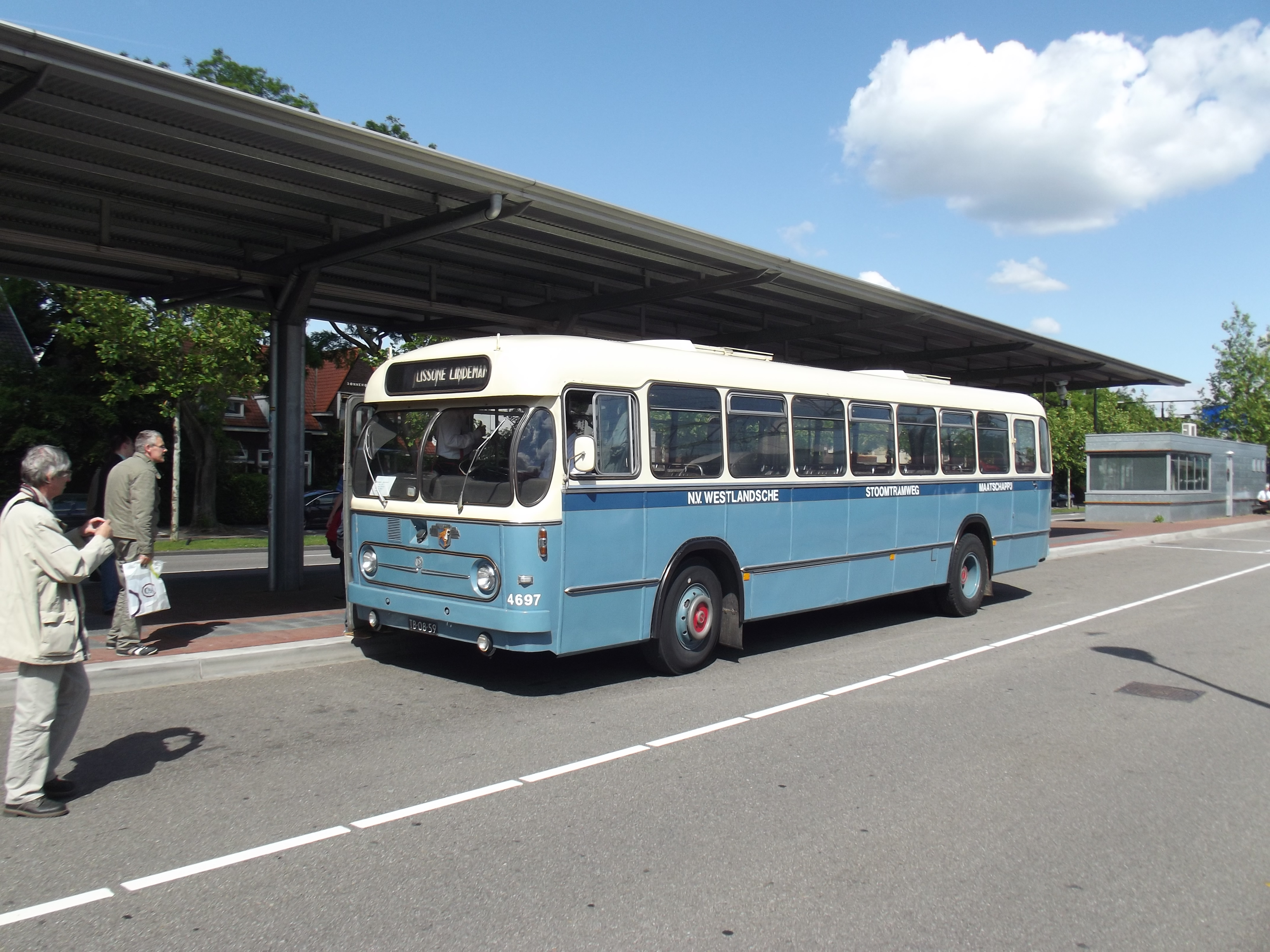
WSM-bus 4697, Leyland-Werkspoor, bouwjaar 1958, nu museumbus.

De eigen busdiensten die de WSM sinds 1923 exploiteerde bleken een succes. In 1928 gingen WSM-bussen tegen HTM-tarief het lokale vervoer verzorgen naar Loosduinen, dat in 1923 door de gemeente 's-Gravenhage was geannexeerd. Na 1 oktober 1932 verzorgden alleen nog bussen het personenvervoer. In 1941 nam de WSM de lijndiensten met vergunningen en een deel van het buspersoneel over van het Wateringse busbedrijf VIOS (Vooruitgang Is Ons Streven), dat als zelfstandig touringcarbedrijf bleef voortbestaan. Ook in 1941 werd de WSM een volledige dochteronderneming, een "eerstekringsbedrijf", van de Nederlandse Spoorwegen. Een jaar later verkocht de RET de concessie voor de lijn Delft – Overschie – Rotterdam aan de WSM. Op 1 oktober 1946 nam HTM-buslijn P het vervoer tussen Den Haag en Loosduinen over en werd op dit traject een vervoerverbod van kracht voor de interlokale WSM-bussen.
In 1947 werd Rotterdam ook vanuit 's-Gravenzande en Naaldwijk bereikt. Daarmee kreeg het vervoergebied zijn definitieve omvang in de driehoek Den Haag / Hoek van Holland / Rotterdam. De WSM was nu het enige streekvervoerbedrijf in het Westland, met niet alleen streek- en voorstadsvervoer en Delftse stadslijnen, maar ook een touringcarbedrijf van aanzienlijke omvang. Naast het al in 1939 opgerichte dochterbedrijf N.V. Pullman-Express-Amova werd in 1954 het reisbureau Lissone-Lindeman overgenomen.
In de vroege jaren zestig werden onderhandelingen gevoerd om de HTM-tramlijn Den Haag – Delft om te zetten in een WSM-buslijn. Op grond van gewijzigde inzichten door het Plan Lehner werden de plannen in 1964 afgeblazen en de tram bleef rijden. Een kleine uitbreiding was in 1965 nog de overname van de stadsbusdienst in Rijswijk van het busbedrijf Groeneveld te Strijen. De WSM reed vanaf het midden van de jaren zestig ook op enkele lijnen van de HTM. De lokale vervoerverboden binnen de agglomeratie Den Haag verdwenen toen en de busdiensten van beide bedrijven op de routes van Den Haag naar Loosduinen en Rijswijk en door de wijk Morgenstond werden op elkaar afgestemd. Voor de stedenrij Rotterdam - Schiedam - Vlaardingen, waar de RET de stadsvervoerder was, gold hetzelfde.
Op 1 januari 1969 fuseerde de WSM met een andere NS-dochter, Citosa, tot Westnederland te Boskoop. Nadat ook de Twee Provinciën was toegevoegd, fuseerde Westnederland in 1995 met Zuid-West-Nederland tot de ZWN-groep. Deze ging in 1999 op in Connexxion, dat de busdiensten in het Westland na aanbesteding op 30 augustus 2009 overdroeg aan Veolia Transport Nederland, krachtens een contract met een looptijd tot 27 augustus 2016. Sinds eind 2016 werd weer onder de naam Connexxion gereden. Sinds 25 augustus 2019 worden de busdiensten in het Westland uitgevoerd door EBS.

## Trajecten van de WSM-stoomtram
De lijnen waren uitgevoerd in normaalspoor. Het lijnennet had uiteindelijk een lengte van totaal 49,6 km. Het werd gefaseerd geopend in een 35 jaar durende periode met de volgende mijlpalen:
- Den Haag – Loosduinen (1882-1932): Het eerste traject tussen Den Haag Lijnbaan en Loosduinen werd op 24 juni 1882 geopend.
- Loosduinen – Kijkduin (1888-1928): In 1888 kwam er een dienst van Loosduinen naar Kijkduin met alleen zomerexploitatie (alleen in 1923-’24 werd ook 's winters gereden). De Tramstraat in Loosduinen herinnert nog aan deze lijn.
- Poeldijk – Maaslandse Dam (1883-1968): In 1883 is de lijn doorgetrokken via Poeldijk naar Naaldwijk. In 1907 werd het tramnet verder uitgebreid van Naaldwijk via Westerlee en De Lier naar Maaslandse Dam.
- Loosduinen – Poeldijk (1883-1968):
- Poeldijk – Hoek van Holland (1883-1951/1965): In 1883 datzelfde jaar kwam ook de zijtak Poeldijk – Monster – 's-Gravenzande in gebruik. In 1905 werd de lijn van 's-Gravenzande verlengd naar Hoek van Holland. Daar was ook een kort zijspoor richting het strand, dat het NS-zandspoor in de duinen kruiste. De huidige bocht in het fietspad is van die zijlijn, terwijl de boog richting het dorp verdwenen is. In 1951 werd Hoek van Holland – ’s-Gravezande opgebroken, en een nieuwe lijn naar de veiling van 's-Gravenzande aangelegd. In 1952 kwam die in gebruik. Al snel voldeed die niet aan de verwachtingen, en in 1965 werd de hele lijn tot aan Poeldijk gesloten.[17]
- Maaslandse Dam – Maassluis (1912-1938); (Maasland dam – Maasland 1912-1942): Één "poot" te Maaslandse dam bleef nog liggen als uitwijkspoor. In 1943 werd hier een passeerspoor van gemaakt.[18] Vijf jaar later in 1912 bereikte de tramlijn via Maasland het station Maassluis.
- Maaslandse Dam – Delft (1912-1968): Ook in 1912 kwam de verbinding van Maaslandse Dam via Schipluiden en Den Hoorn naar station Delft tot stand. In 1917 kwam er te Maaslandse Dam een extra verbindingsboog, zodat rechtstreeks van en naar alle drie richtingen kon worden gereden. Twee bogen zijn nu fietspad.

### Overzichtskaarten

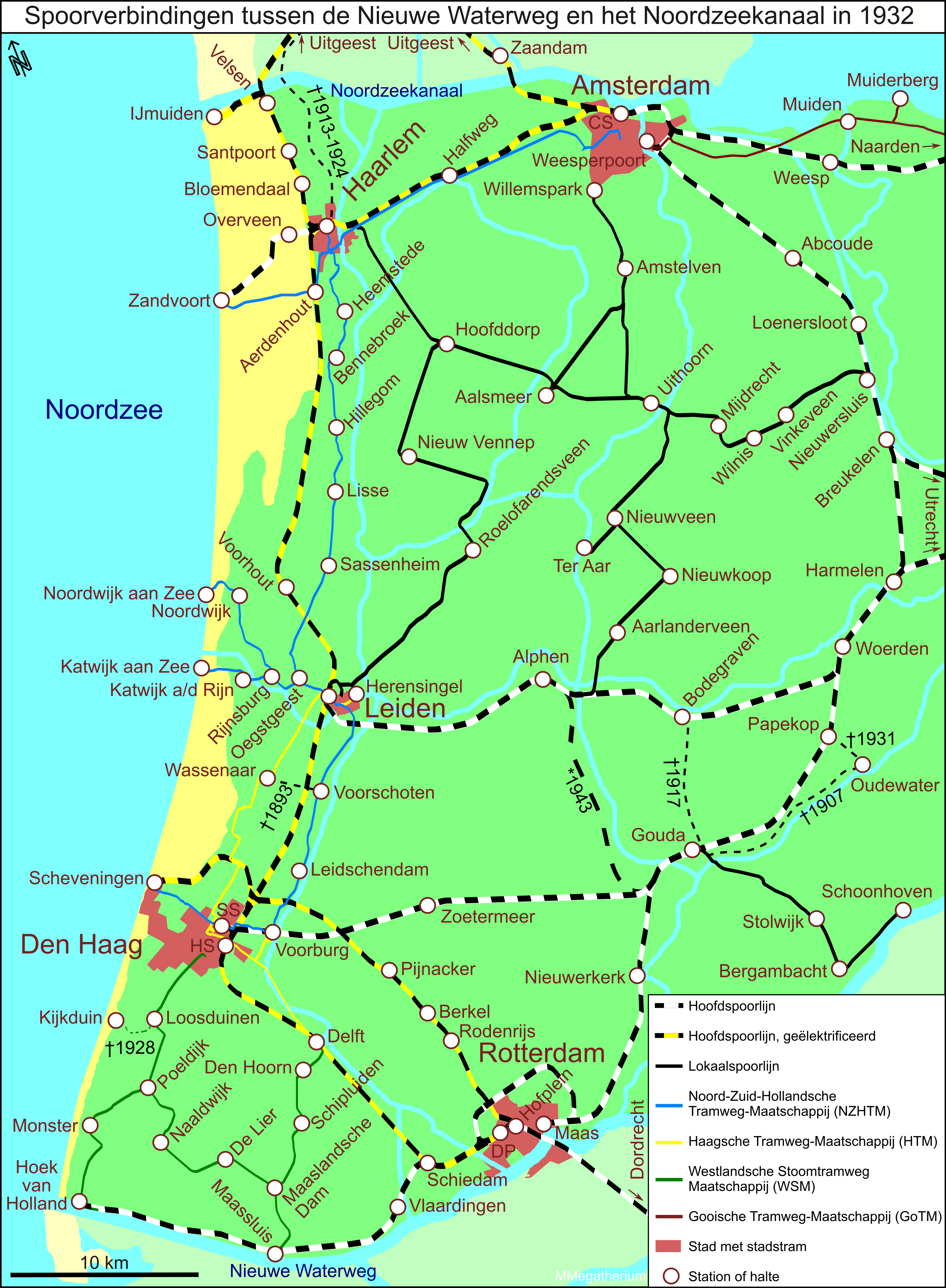
WSM netwerk ten opzichte van andere spoorverbindingen in de regio.

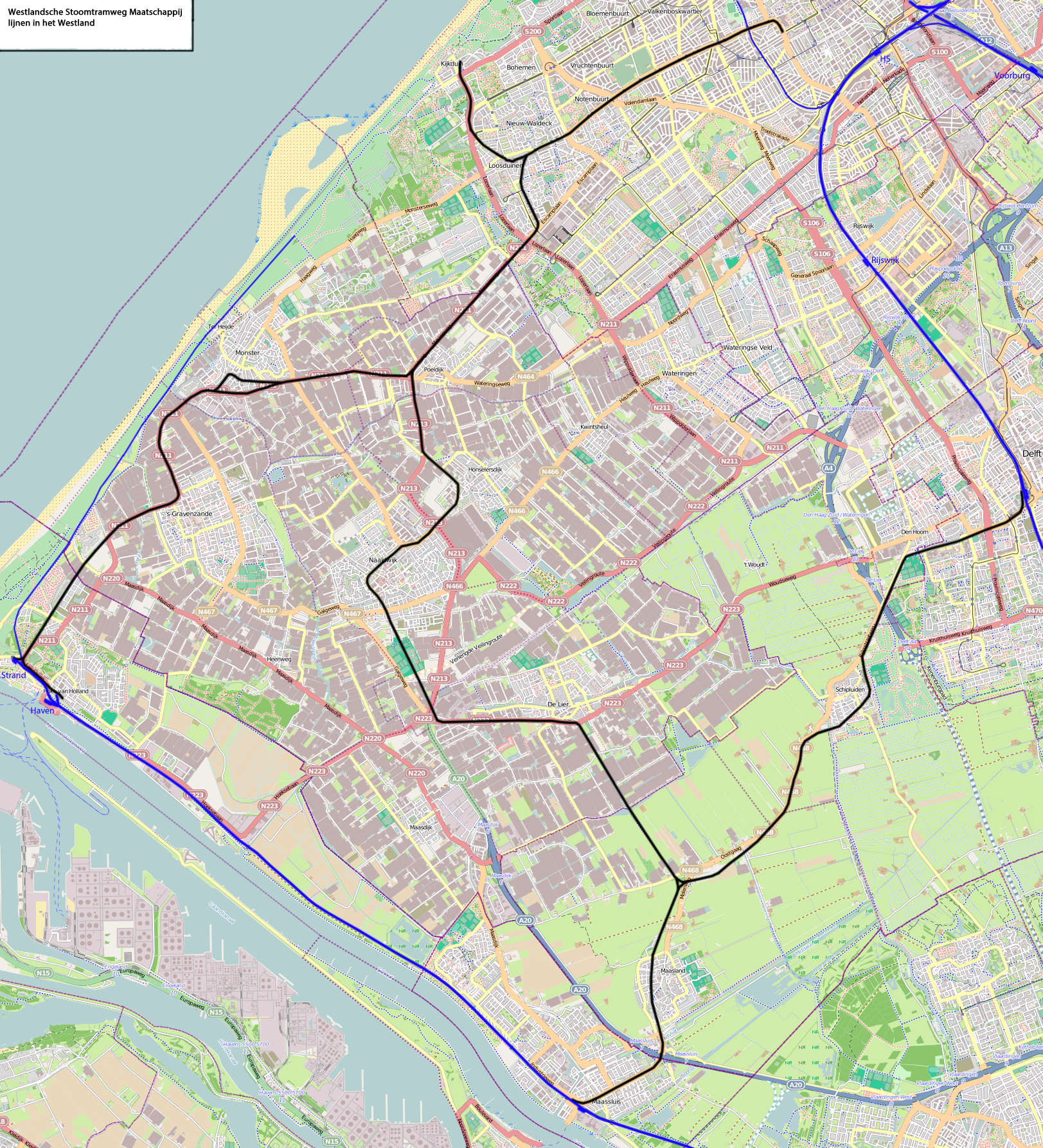
WSM-lijnen op Openstreetmap achtergrond
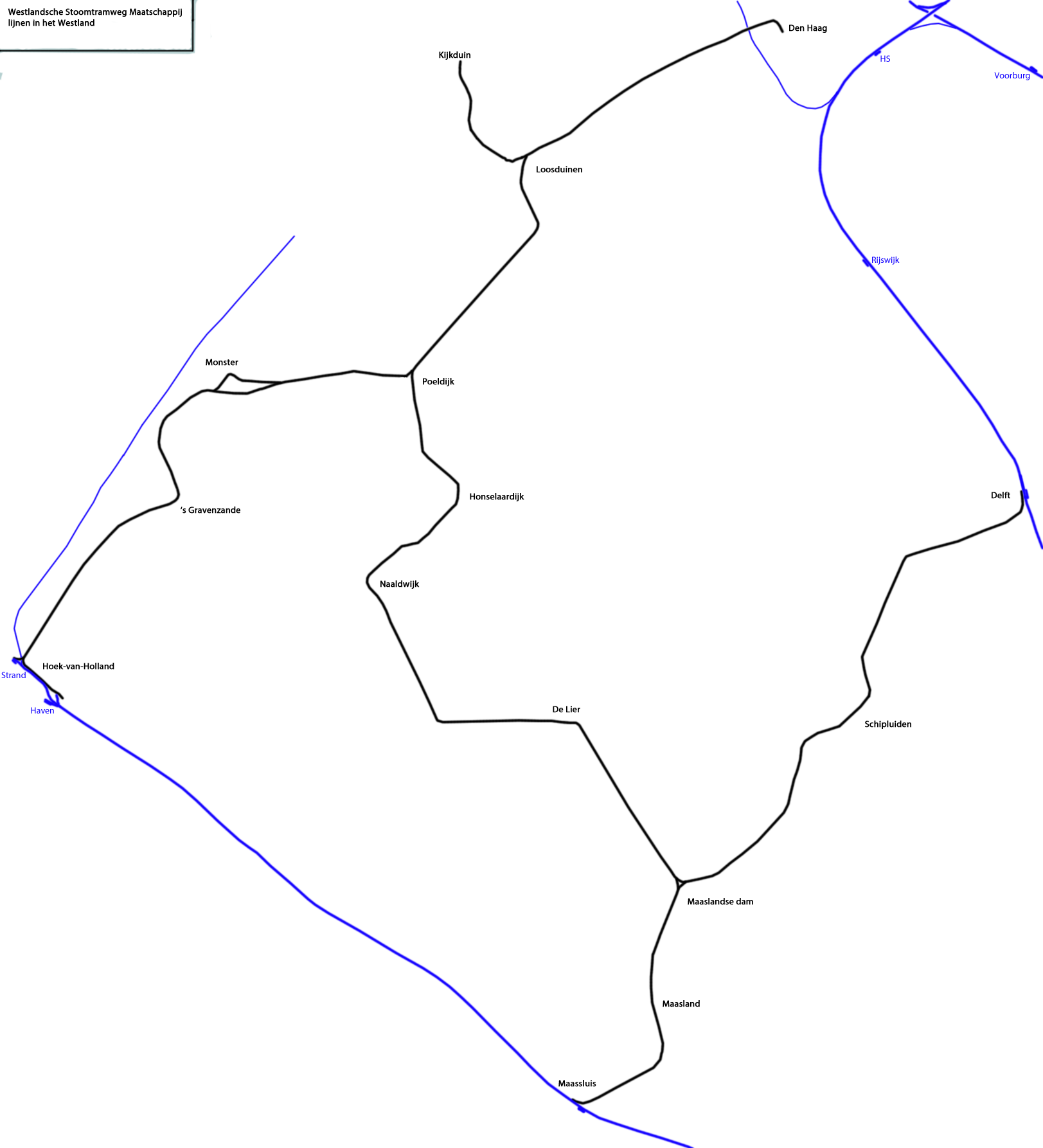
WSM-lijnen in het zwart en spoorlijnen in het blauw

### Kaarten per traject

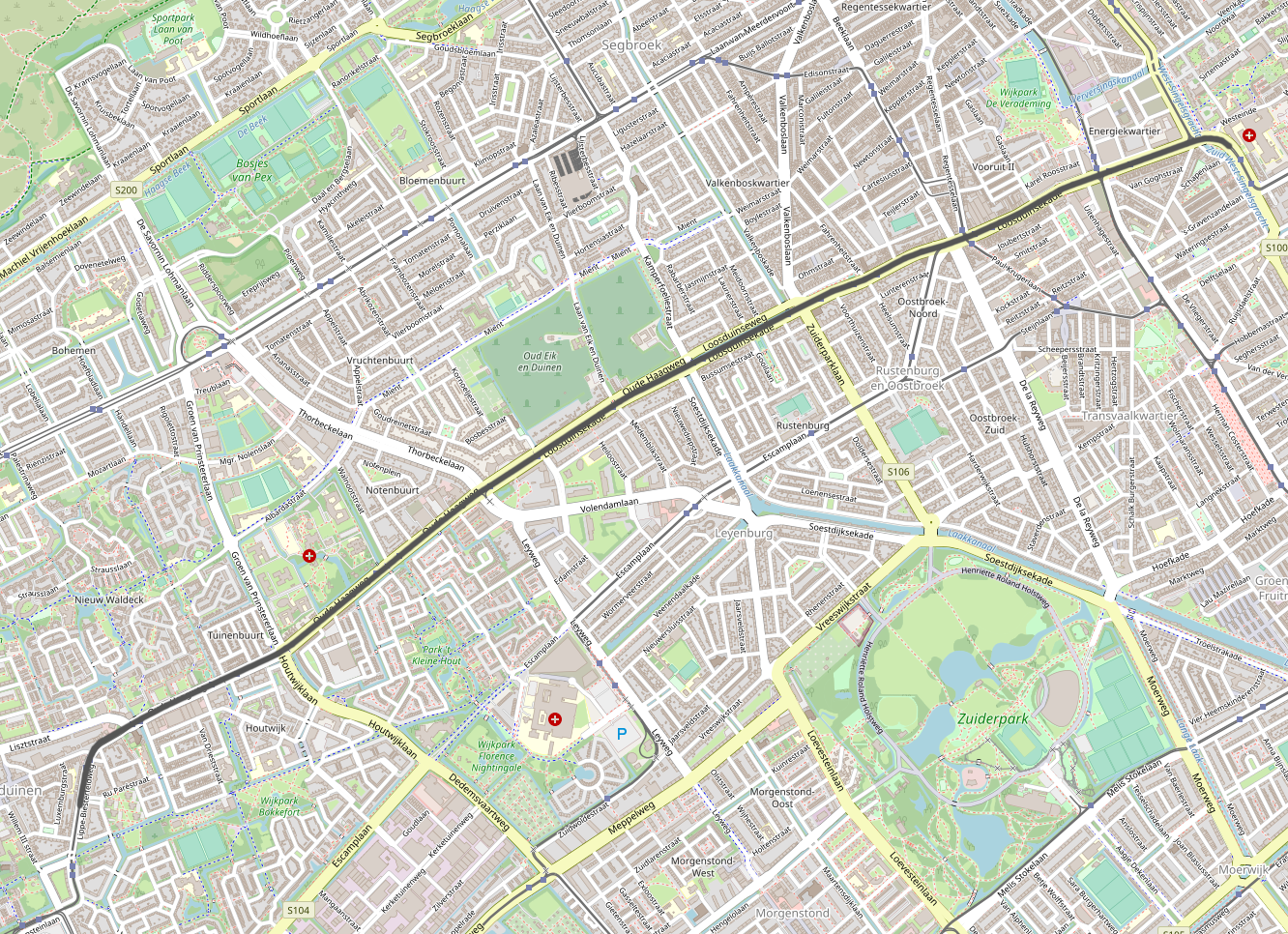
Den Haag – Loosduinen
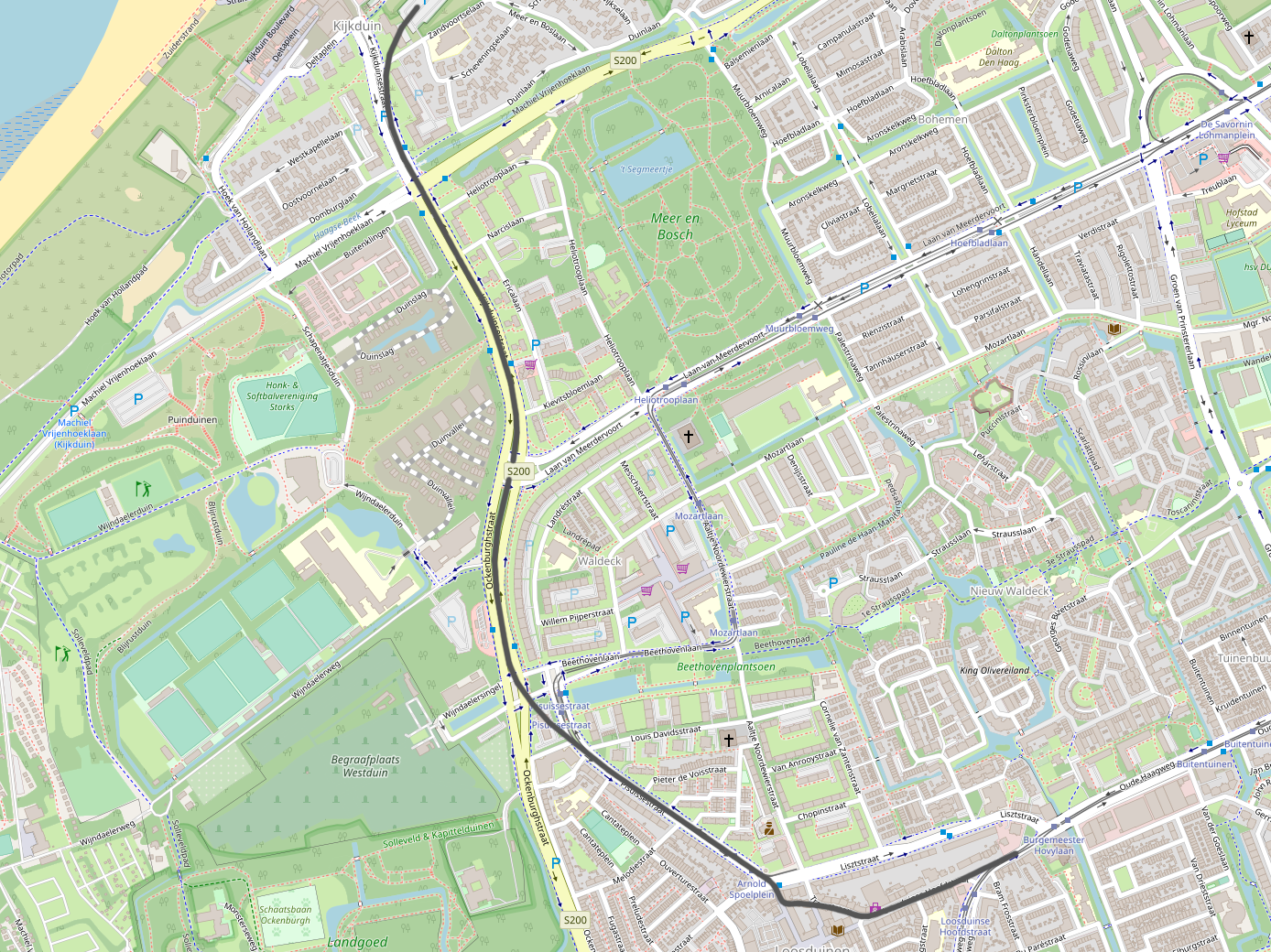
Loosduinen – Kijkduin
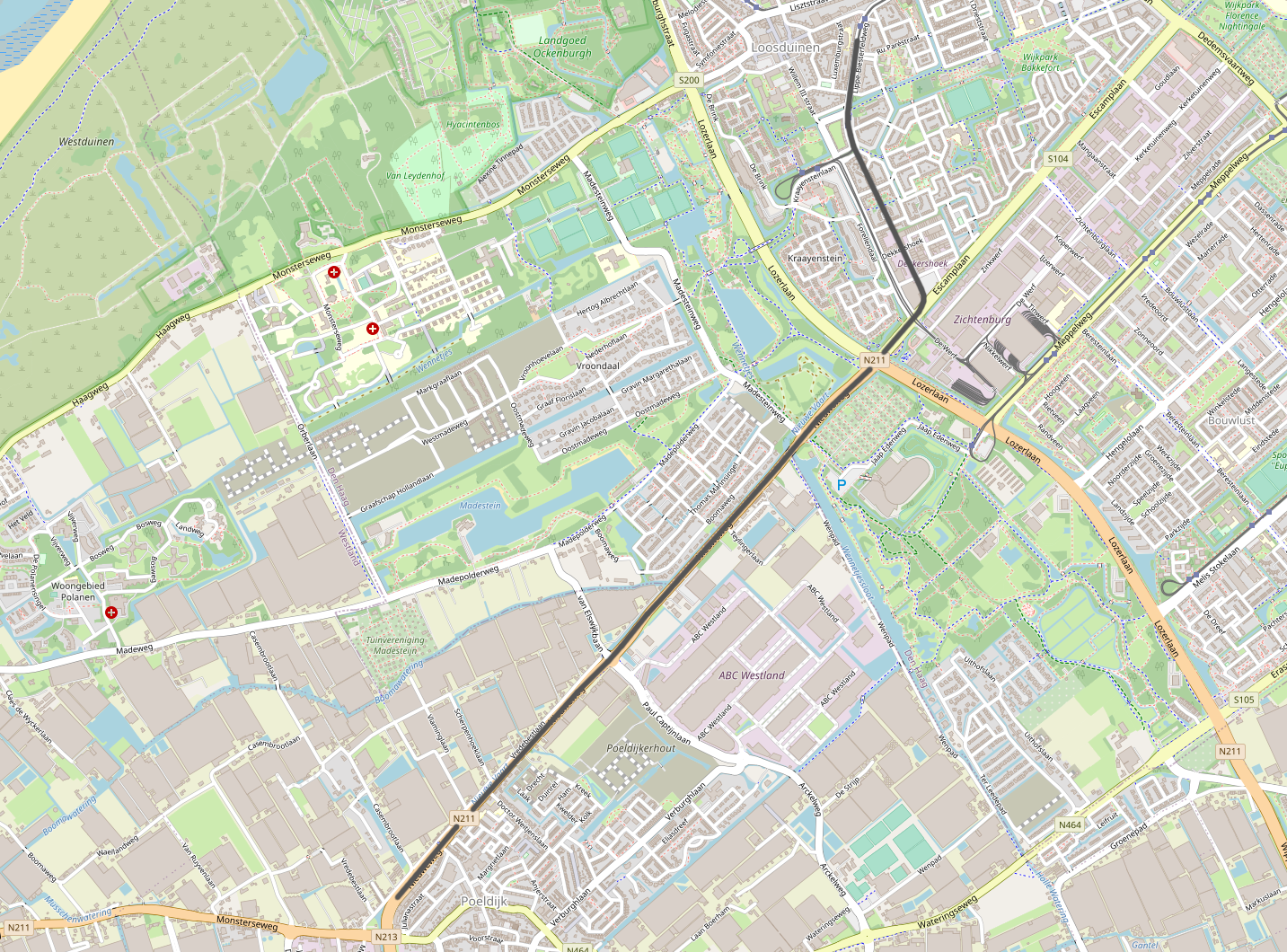
Loosduinen – Poeldijk
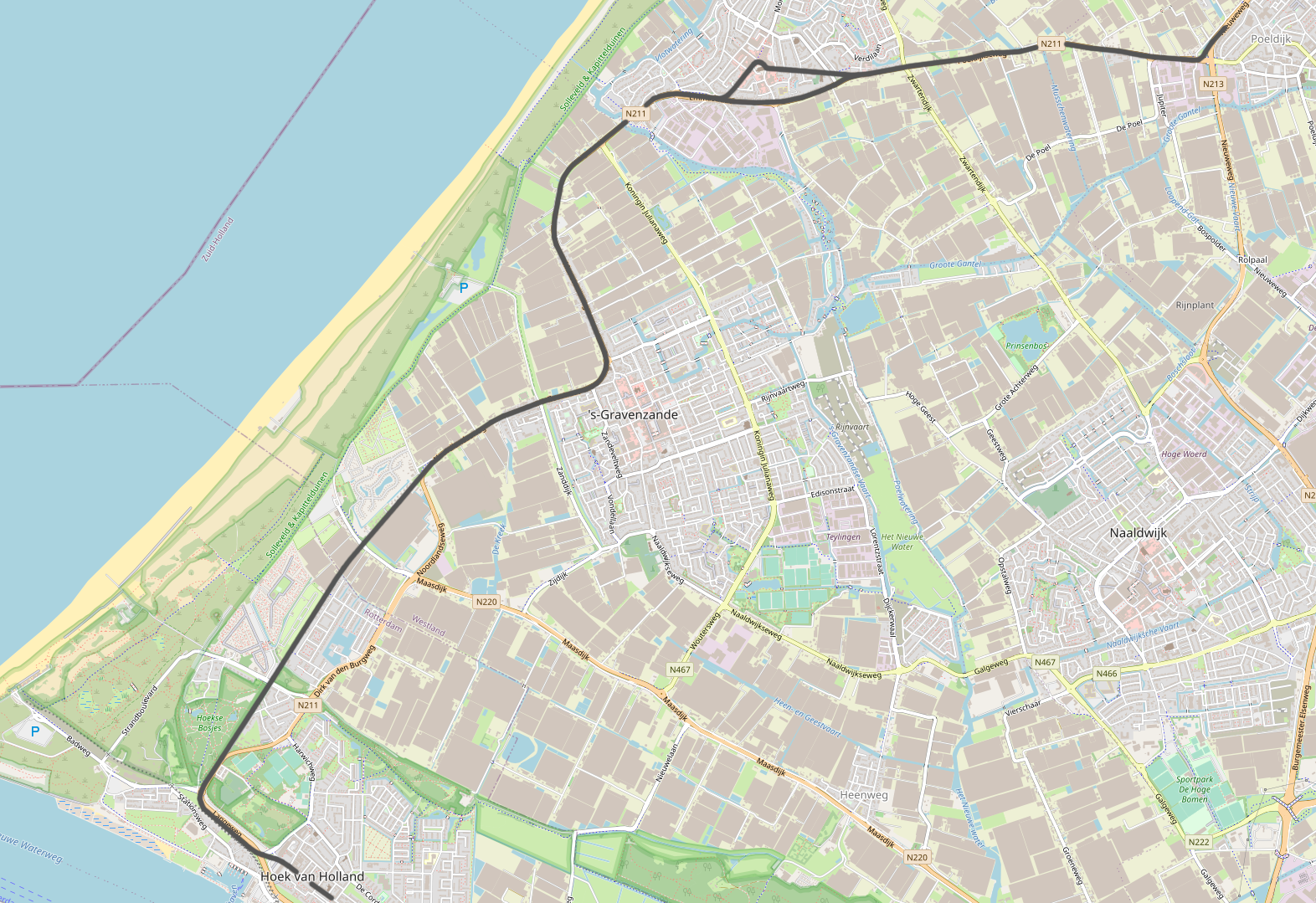
Poeldijk – Hoek van Holland
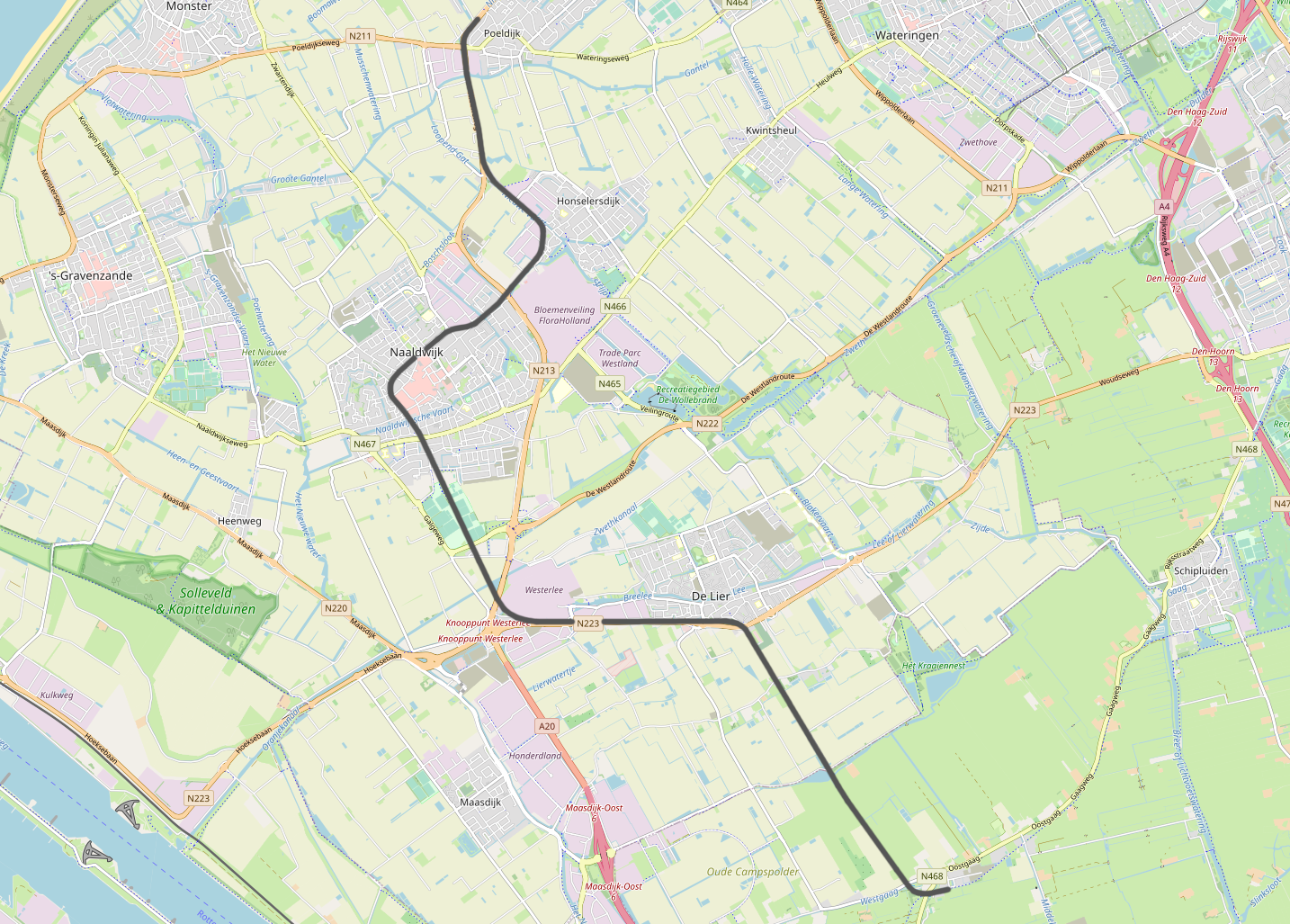
Poeldijk – Maaslandse dam
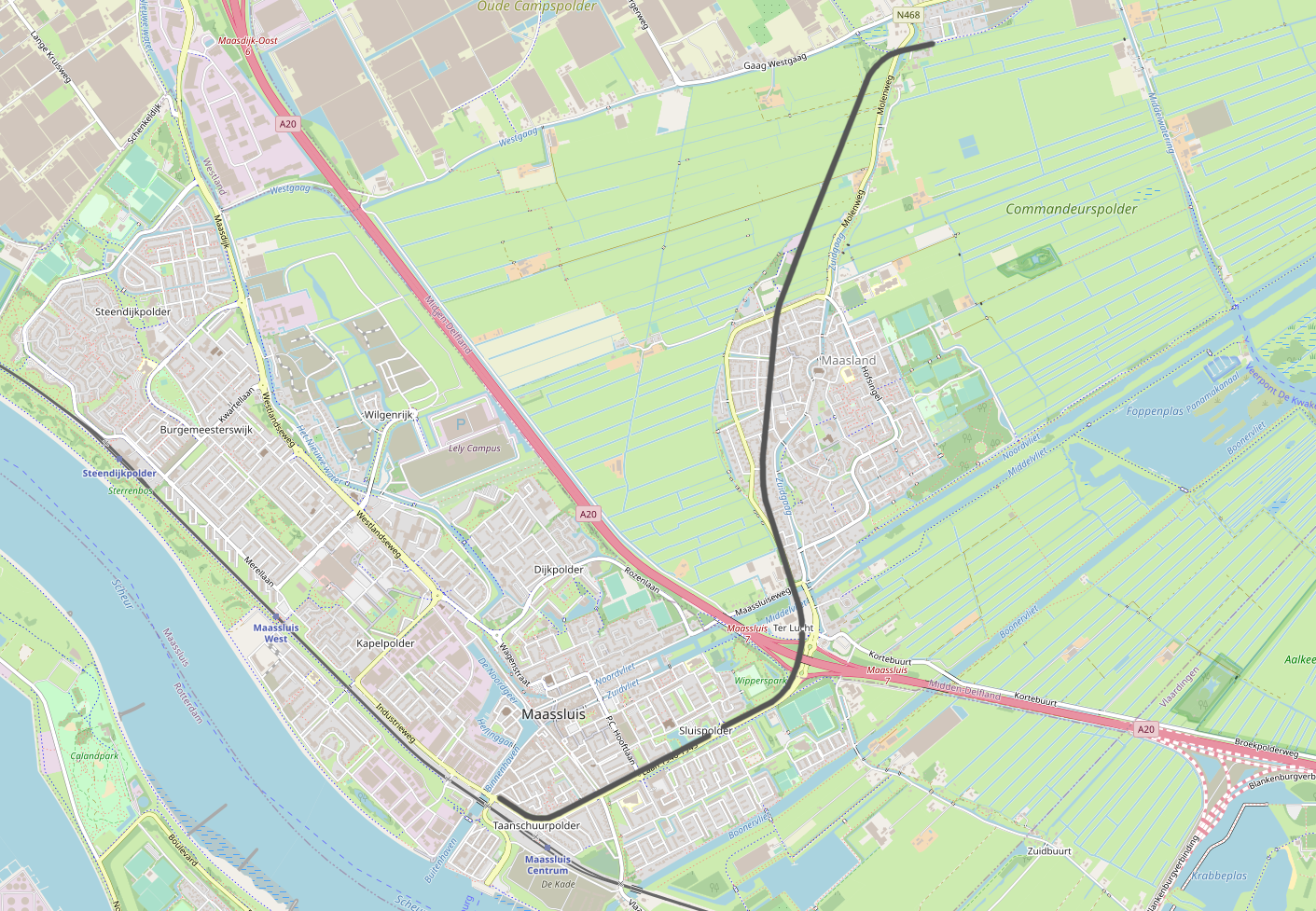
Maaslandse dam – Maassluis
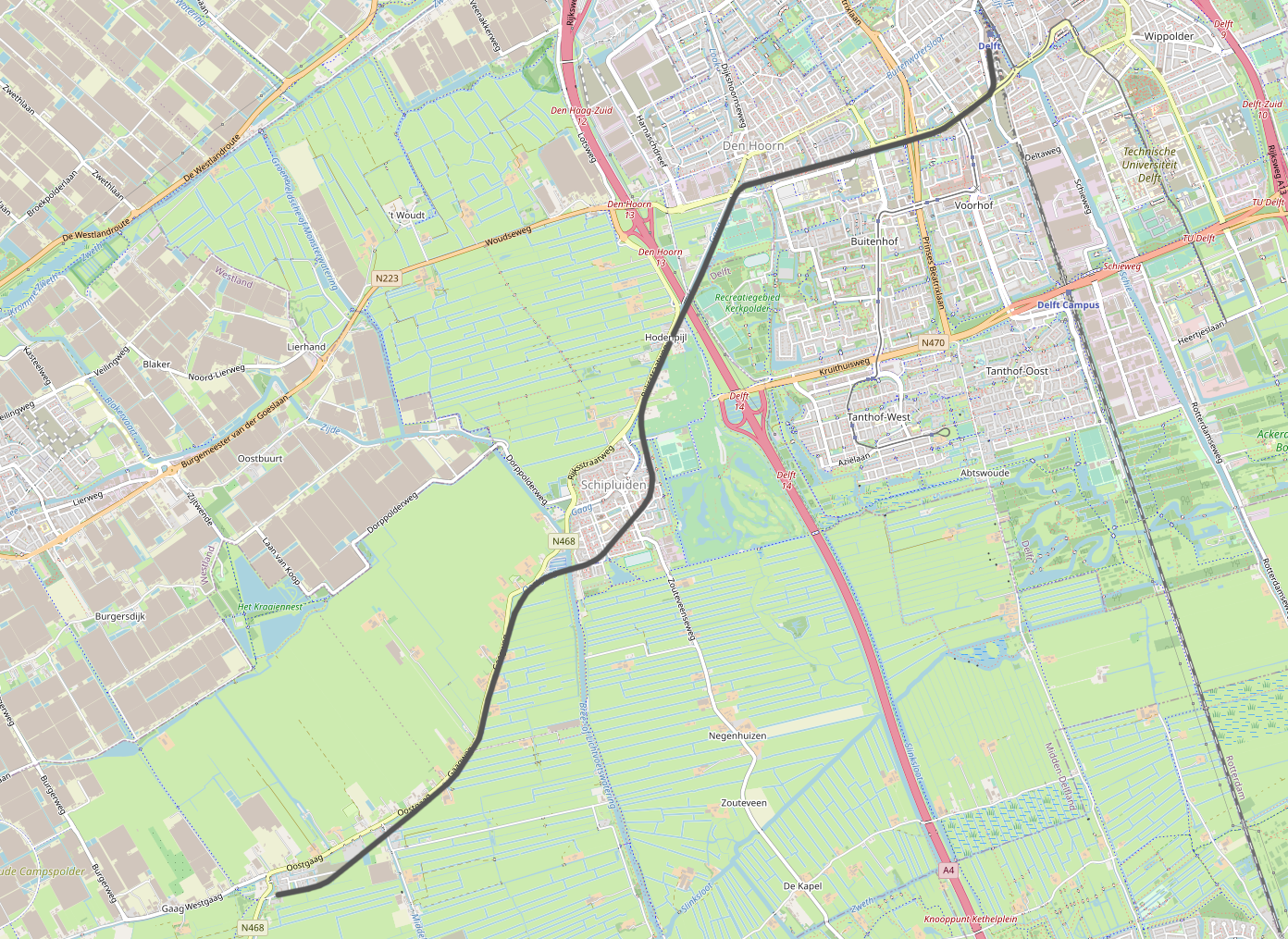
Maaslandse dam – Delft

## Goederenvervoer in cijfers
| Jaar | Van NS | aan NS | Totaal |
| ---- | ------ | ------ | ------ |
| 1917 | 2.561  | 3.247  | 5.808  |
| 1927 | 9.078  | 12.489 | 21.567 |
| 1934 | 9.322  | 10.216 | 19.538 |
| 1939 | -      | -      | 22.646 |
| 1941 | 14.704 | 17.813 | 32.517 |
| 1942 | 13.297 | 16.351 | 29.648 |
| 1943 | 21.184 | 15.764 | 36.948 |
| 1944 | 8.636  | 11.249 | 19.885 |
| 1946 | 6.211  | 3.281  | 9.492  |
| 1947 | 6.791  | 4.141  | 10.932 |
| 1948 | 8.056  | 5.421  | 13.477 |
| 1951 | 14.002 | 7.984  | 21.986 |
| 1953 | 13.926 | 7.260  | 21.186 |
| 1957 | -      | -      | 17.847 |
| 1958 | -      | -      | 16.831 |

## Overblijfselen

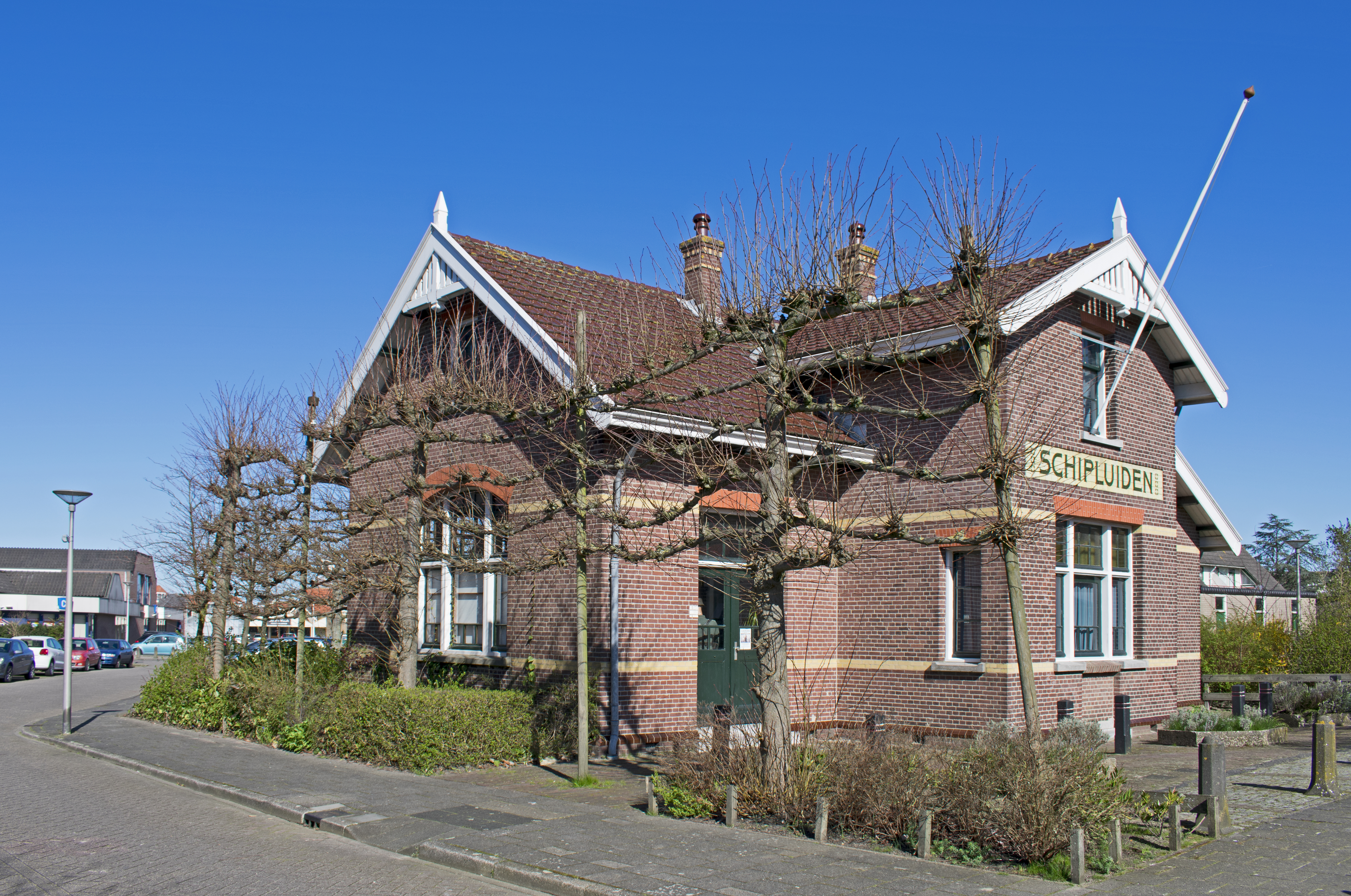
Station Schipluiden

### Onroerend goed
Op een aantal plaatsen zijn goed bewaarde WSM-gebouwen te zien.
- Het station in Schipluiden (een rijksmonument) doet dienst als Museum Het Tramstation.
- Het oorspronkelijke station van Naaldwijk aan de Dijkweg werd een klein appartementengebouw.
- Het tweede station van Naaldwijk (rijksmonument) is enkele jaren als moskee in gebruik geweest en is in 2017 verbouwd tot verzamelkantoor met horecavoorziening.
- Het oude tramstation van 's-Gravenzande (gemeentelijk monument), waarin lange tijd een zaadhandel gevestigd was, is verbouwd tot woonhuis; het heeft de oude beschildering teruggekregen.
- Het voormalige WSM-hoofdkantoor in Loosduinen is een notariskantoor.
- De trambrug over de Vlaardingervaart in Schipluiden (rijksmonument) is sinds 1974 in gebruik als fietsbrug.
- Grote gedeelten van oude WSM-tracés zijn in gebruik als fietspad: de oostroute langs de Gaag, het Gaagpad voorbij Schipluiden, het Weidepad richting Maasland, het Kralingerpad richting De Lier en het Noorlandsepad tussen Hoek van Holland en 's-Gravenzande. Het fietspad tussen de Lozerlaan in Den Haag en de Rolpaal bij Honselersdijk. Even verderop, bij bushalte Nieuweweg te Honselersdijk, ligt anno 2019 op een terrein het allerlaatste stukje rails. Ooit waren hier veilingsporen.
- Een deel van het tracé tussen Naaldwijk en de N213 is ook fietspad onder de naam Trambaan-oost, onderbroken door een weg. Het andere deel heet Trambaan-west. Een stuk spoordijk naast de N223 is na decennia bij de wegen gevoegd.
- Nabij Station Maassluis staat naast Laan 1940-1945 een lang zwart hekwerk dat mogelijk uit de WSM-tijd stamt.[20]

### Museummaterieel

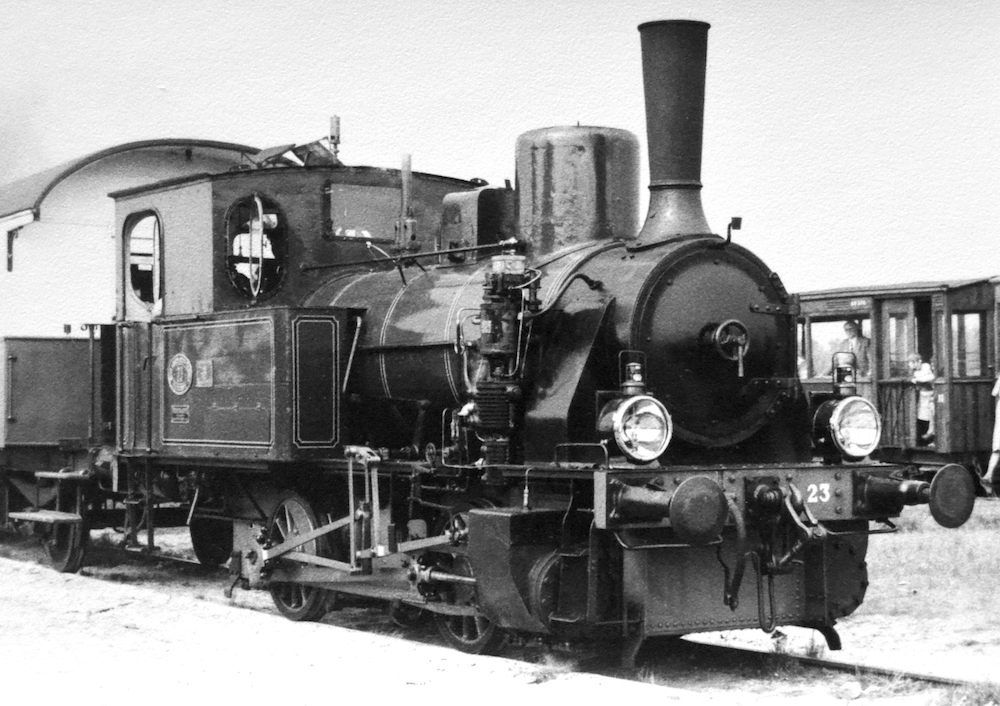
Goederenlocomotief WSM-23 is bewaard gebleven bij de SHM.

Een klein deel van het trammaterieel van de Westlandsche Stoomtramweg Maatschappij is bewaard gebleven. De Museumstoomtram Hoorn-Medemblik beschikt over:
- DWK-motorwagen 40 uit 1923 (deels gerestaureerd, in afwachting van voltooiing);
- Orenstein & Koppel-stoomlocomotief 23 H.J.H. Modderman uit 1918 (buiten dienst, in afwachting van restauratie).

Beide voertuigen bezitten de A-status in het Nationaal Register Mobiel Erfgoed.
Van het autobusmaterieel van de Westlandse Streekvervoer Maatschappij zijn bewaard gebleven:
- Leyland-Werkspoor bolramer-streekbus 4697 uit 1958, bij de Stichting Veteraan Autobussen, met A-status in het Nationaal Register Mobiel Erfgoed;
- Leyland-Den Oudsten bolramer-streekbus 7602 uit 1966, in particuliere handen (aanvankelijk in het Nederlands Spoorwegmuseum);
- Leyland-Verheul stadsbus 5443 uit 1967, eigendom van de Stichting RoMeO;
- Crossley-Aviolanda bus 2007 uit 1948, bij het Haags Bus Museum, met A-status in het Nationaal Register Mobiel Erfgoed (in afwachting van restauratie).